# Kentucky
Kentucky (engl. Aussprache [kənˈtʰʌki] ⓘ) (offiziell Commonwealth of Kentucky) ist ein Bundesstaat im Südosten der Vereinigten Staaten von Amerika. Er grenzt im Norden an Illinois, Indiana und Ohio, im Nordosten an West Virginia, im Osten an Virginia, im Süden an Tennessee und im Westen an Missouri. Seine nördliche Grenze wird durch den Ohio River gebildet. Die Hauptstadt ist Frankfort und die bevölkerungsreichste Stadt ist Louisville. Weitere bedeutende Städte sind Lexington, Bowling Green, Paducah und Owensboro. Im Jahr 2024 betrug die Einwohnerzahl des Bundesstaates etwa 4,6 Millionen.
Kentucky gehörte früher zum kolonialen Virginia und wurde am 1. Juni 1792 als fünfzehnter Staat in die Union aufgenommen. Im Sezessionskrieg versuchte Kentucky anfangs neutral zu bleiben, dann standen Einwohner des Staates auf beiden Seiten, wie z. B. Abraham Lincoln als Präsident der Union und Jefferson Davis als Präsident der Konföderation. Das United States Census Bureau zählt Kentucky heute jedoch eindeutig zu den Südstaaten.
Der Name des Staates ist shawnesischer oder irokesischer Herkunft, möglicherweise aus dem Wyandotischen, mit der Bedeutung „Wiese“, „Aue“, „Flur“. Im Senecaischen, ebenfalls einer irokesischen Sprache, bedeutet das Wort geda’geh „auf dem Feld“. Der Name „Bluegrass State“ bezieht sich auf das Kentucky Bluegrass, eine von europäischen Siedlern eingeführte Grasart, die lange Zeit die Vollblutpferdeindustrie des Staates unterstützte.
Der Bundesstaat beherbergt das längste bekannte Höhlensystem der Welt im Mammoth Cave National Park, die größte Länge an schiffbaren Wasserstraßen und Flüssen in den USA und die zwei größten künstlichen Seen östlich des Mississippi River. Zu den kulturellen Aspekten Kentuckys gehören Pferderennen, Bourbon, Moonshine (Schwarzgebrannter), Kohlebergbau, der My Old Kentucky Home State Park, Automobilbau, Tabak, Südstaatenküche, Barbecue, Bluegrass-Musik, College-Basketball, Louisville Slugger-Baseballschläger und Kentucky Fried Chicken.
Neben den Bundesstaaten Virginia, Pennsylvania und Massachusetts führt Kentucky den amtlichen Namen „Commonwealth of Kentucky“ im Gegensatz zu der sonst üblichen Gliedstaaten-Bezeichnung als „State“.

## Geografie

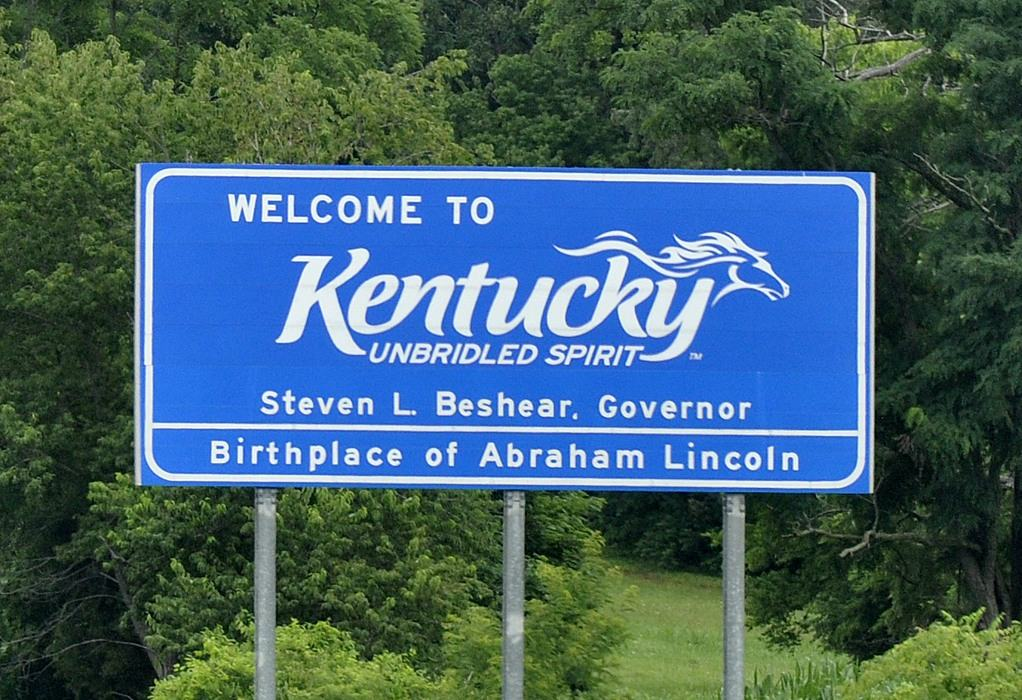
Grenzschild, Interstate 65

### Lage und Abgrenzung
Kentucky liegt zwischen 36°30′ und 39°9′ nördlicher Breite und zwischen 81°58′ und 89°34′ westlicher Länge. Das Staatsgebiet erstreckt sich damit über 225 km in nordsüdlicher und 610 km in ostwestlicher Ausdehnung und umfasst 104.659 km².
Kentucky begrenzt den Mittleren Westen und Süden der USA. Es liegt zwischen West Virginia, Virginia, Tennessee, Missouri, Illinois, Indiana und Ohio. Im Norden wird es durch den Ohio River begrenzt. Dabei ist es der einzige US-Bundesstaat mit einer Exklave, die nur von anderen Bundesstaaten umschlossen ist: Im Westen Kentuckys im Fulton County liegt der durch das New-Madrid-Erdbeben von 1811 gebildete kleine Landstreifen des Kentucky Bend auf dem Mississippi, begrenzt vom Bundesstaat Missouri und nur über Tennessee zugänglich.

### Regionen

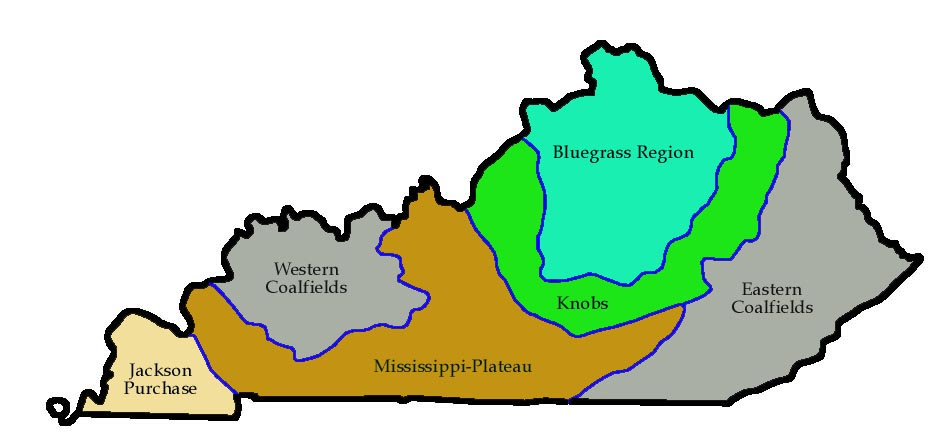
Geographische Regionen Kentuckys

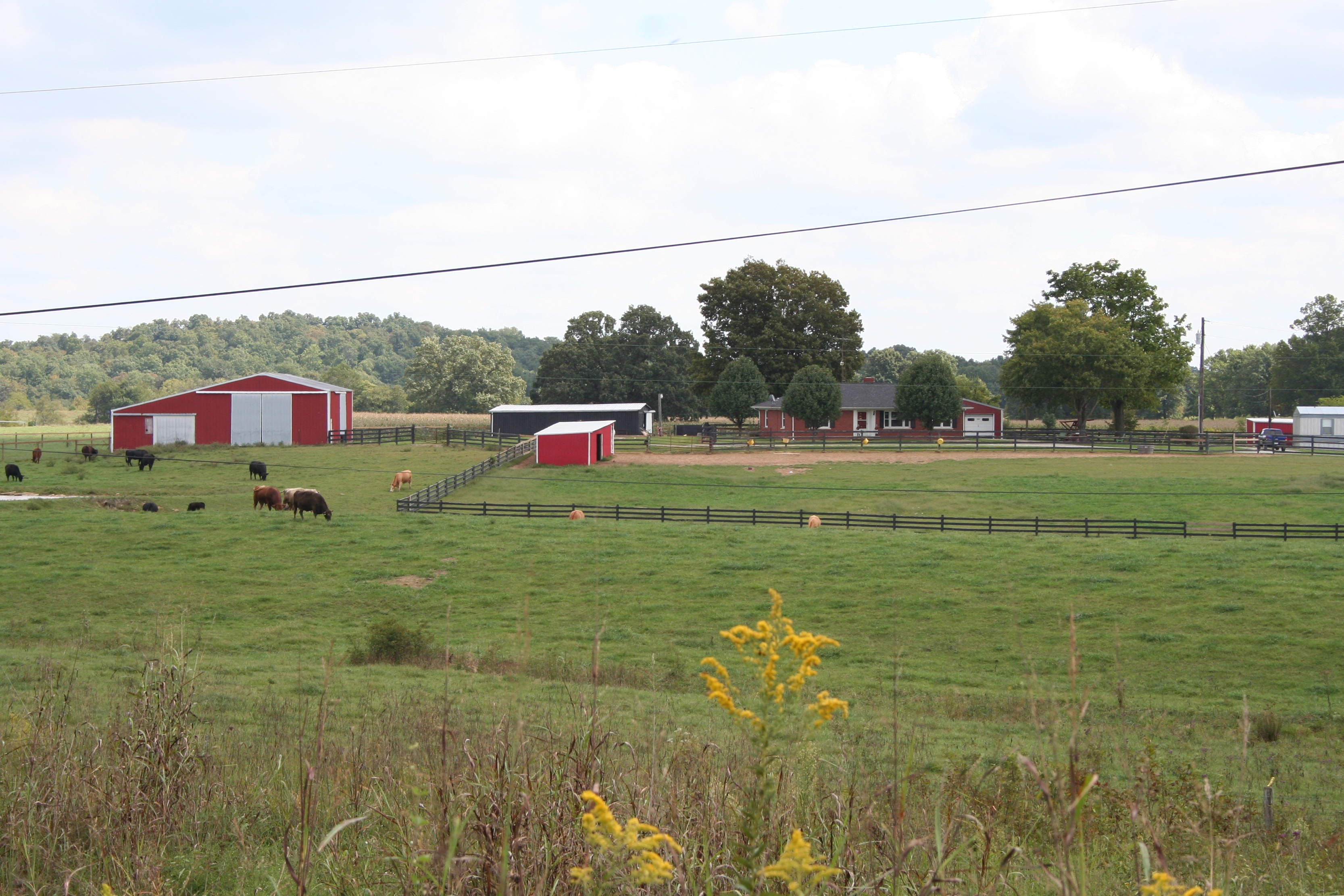
Farmgebäude

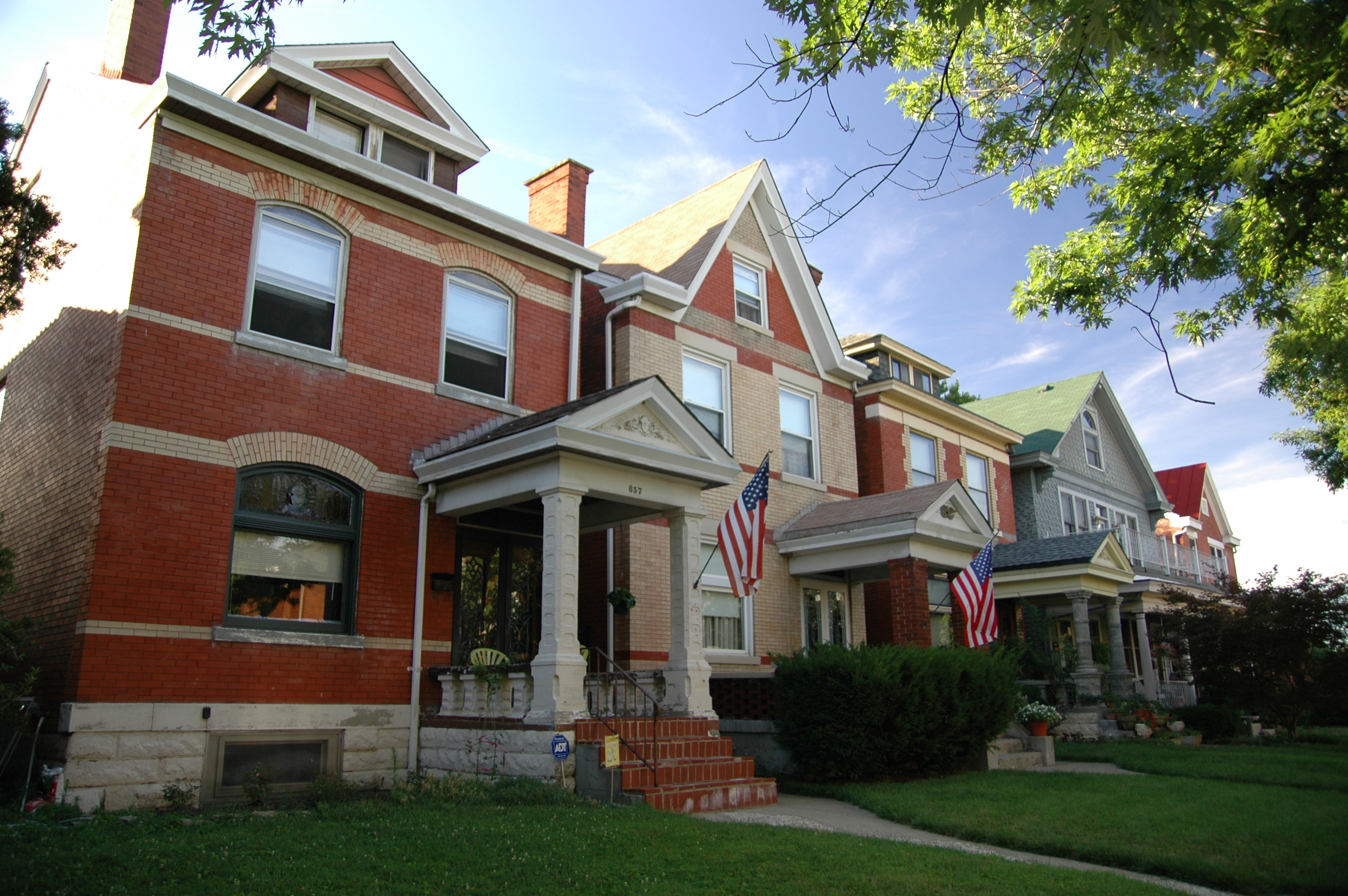
East Row Historic District, Newport

Es gibt fünf Hauptregionen: die Cumberland Mountains, das Cumberland-Plateau im Südosten, im Norden die „Bluegrass-Region“, im Süden und Westen das Pennyroyal-Plateau, auch „Pennyrile“ genannt, die Kohlereviere im Westen und „Jackson Purchase“ im äußersten Westen.
Die Eastern Coal Fields, eine raue, bergige Region, die stark bewaldet ist und von Flüssen durchschnitten wird, weist die höchsten Erhebungen auf und liegt im River Valley. Der höchste Berg ist der Black Mountain im Harlan County mit 1292 m. Der westliche Abschnitt der Region umfasst einen Großteil des Daniel Boone National Forest.
Die „geschäftige“ Zentrale Kentuckys, die Bluegrass Region, liegt im Norden des Bundesstaates. Geologisch gehört sie zum ältesten Teil des Staates. Der kalkreiche Boden bildet die Grundlage für den Getreideanbau und für Weideflächen.
Davon nur durch eine Reihe von kleineren Mittelgebirgshügeln, den Knobs, getrennt, liegt das Mississippi-Plateau.
Die Western Coal Fields, die im Norden und Nordwesten vom Ohio River begrenzt werden, gehören bereits zum Illinois-Becken.
Der südwestliche Teil des Staats ist eine tief gelegene Ebene, die man „Jackson Purchase“ nennt. Hier liegt auch der tiefste Punkt Kentuckys im Fulton County im Verlauf des Mississippi, rund 78 m ü. d. M. Benannt wurde es nach dem späteren Präsidenten Andrew Jackson, der 1818 den Kauf des Landes von den Chickasaw als offiziell Bevollmächtigter in die Wege geleitet hatte. Das riesige Schwemmland bildet eine der ertragreichsten landwirtschaftlichen Nutzflächen des Landes.

### Flüsse und Seen

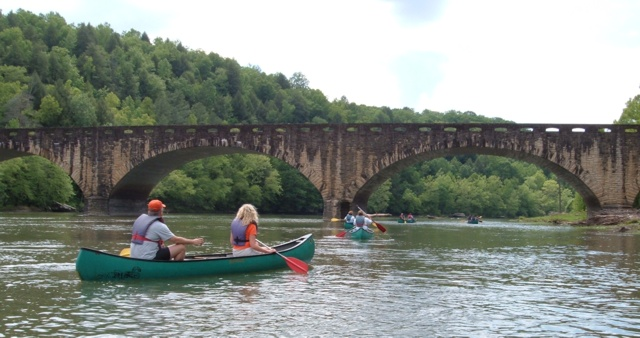
Kanuten auf dem Cumberland River

Große Flüsse wie der Ohio oder der Mississippi, die auch die Nachbarstaaten prägen, bestimmen das Landschaftsbild und die Grenzen Kentuckys, wobei das gesamte Flussnetz rund 140.000 km ausmacht. Weitere wichtige Flüsse sind der Red und Green River, der Tennessee River, der Cumberland River und Rough River, der Big Sandy River, der Licking und der Kentucky River. Kentucky ist darüber hinaus der einzige Bundesstaat, der auf drei Seiten durch Flüsse begrenzt ist: durch den Mississippi im Westen, den Ohio im Norden und den Big Sandy River sowie Tug Fork im Osten. Auch wenn der Staat selbst nur drei größere natürliche Seen besitzt, weist er einige Stauseen auf, die man zum Teil als Arbeitsbeschaffungsmaßnahmen während Franklin D. Roosevelts New-Deal-Politik mittels Staudämmen schuf, wie z. B. den nach Vizepräsident Alben W. Barkley benannten Lake Barkley am Cumberland River oder dem Dewey Lake am Big Sandy. Der Red River verdankt seinen Namen angeblich der großen Menge Blut, das während der heftigen Indianerkämpfe zum Ende des 18. Jahrhunderts vergossen wurde.

### Naturschutz
Kentucky weist ein ausgedehntes Naturparksystem auf. Dieses umfasst einen Nationalpark, den Mammoth-Cave-Nationalpark, zwei Nationale Erholungsgebiete, zwei Nationale Historische Parks, zwei Nationalforstanlagen, 52 State Parks, 153 km² Staatsforst und 82 Wildlife Management Areas.

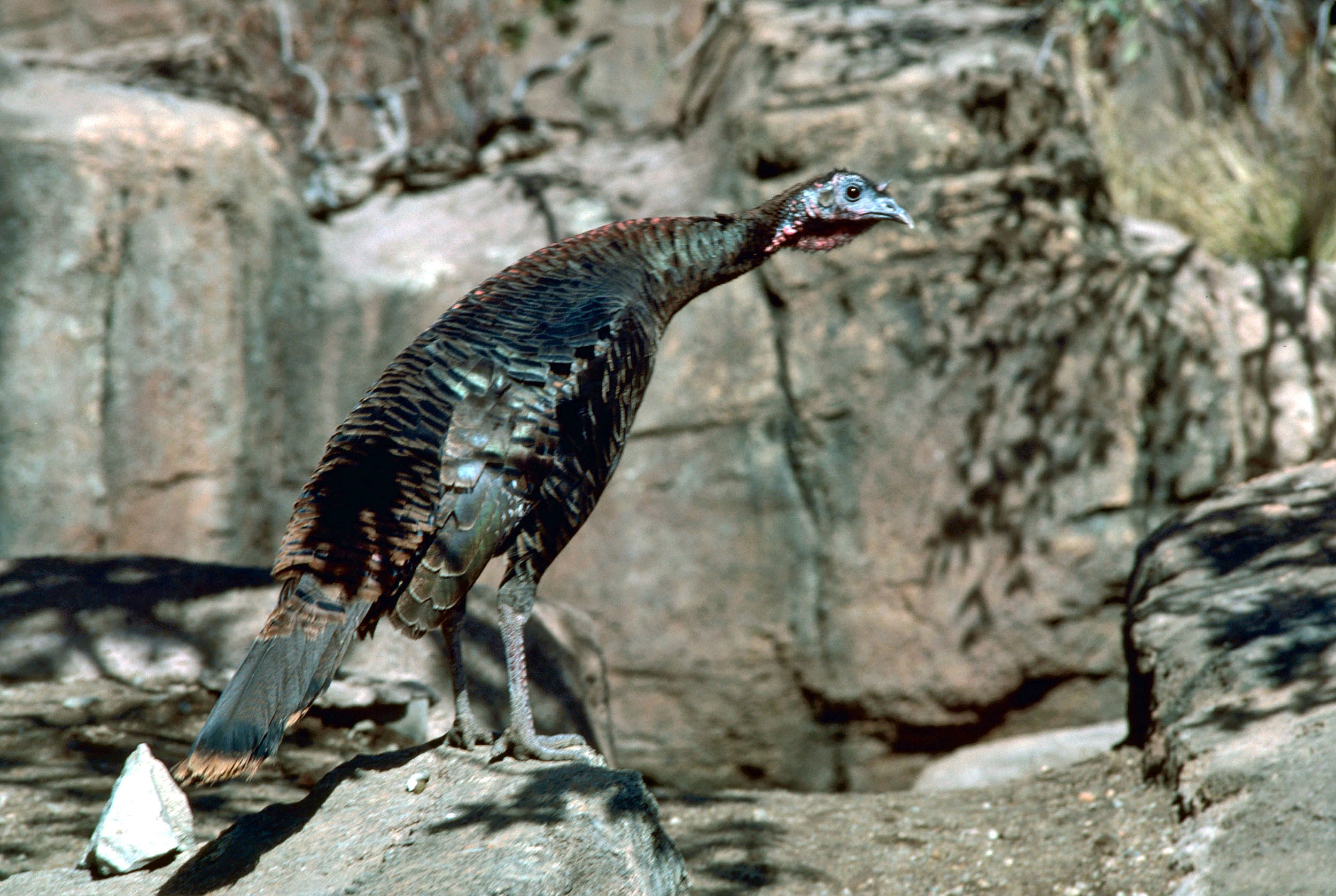
Wilder Truthahn

Der Staat ist zudem Teil von zwei der erfolgreichsten biologischen Auswilderungs- bzw. Wiederansiedlungsprojekten in der Geschichte der Vereinigten Staaten. Im Winter 1997 begann das Kentucky Department of Fish and Wildlife Resources mit der erneuten Aussiedlung von Wapitis in den östlichen Countys, die in dieser Gegend seit über 150 Jahren ausgestorben waren. 2009 erreichte das Projekt sein Ziel, den Bestand von 10.000 Tieren, wodurch es zum größten Bestand östlich des Mississippi wurde.
Kentucky hatte bereits in den 1950er Jahren wilde Truthühner, die hier ebenfalls ausgestorben waren, erfolgreich ausgewildert. Heute leben hier mehr Truthühner als in jedem anderen östlichen Bundesstaat.

### Gliederung

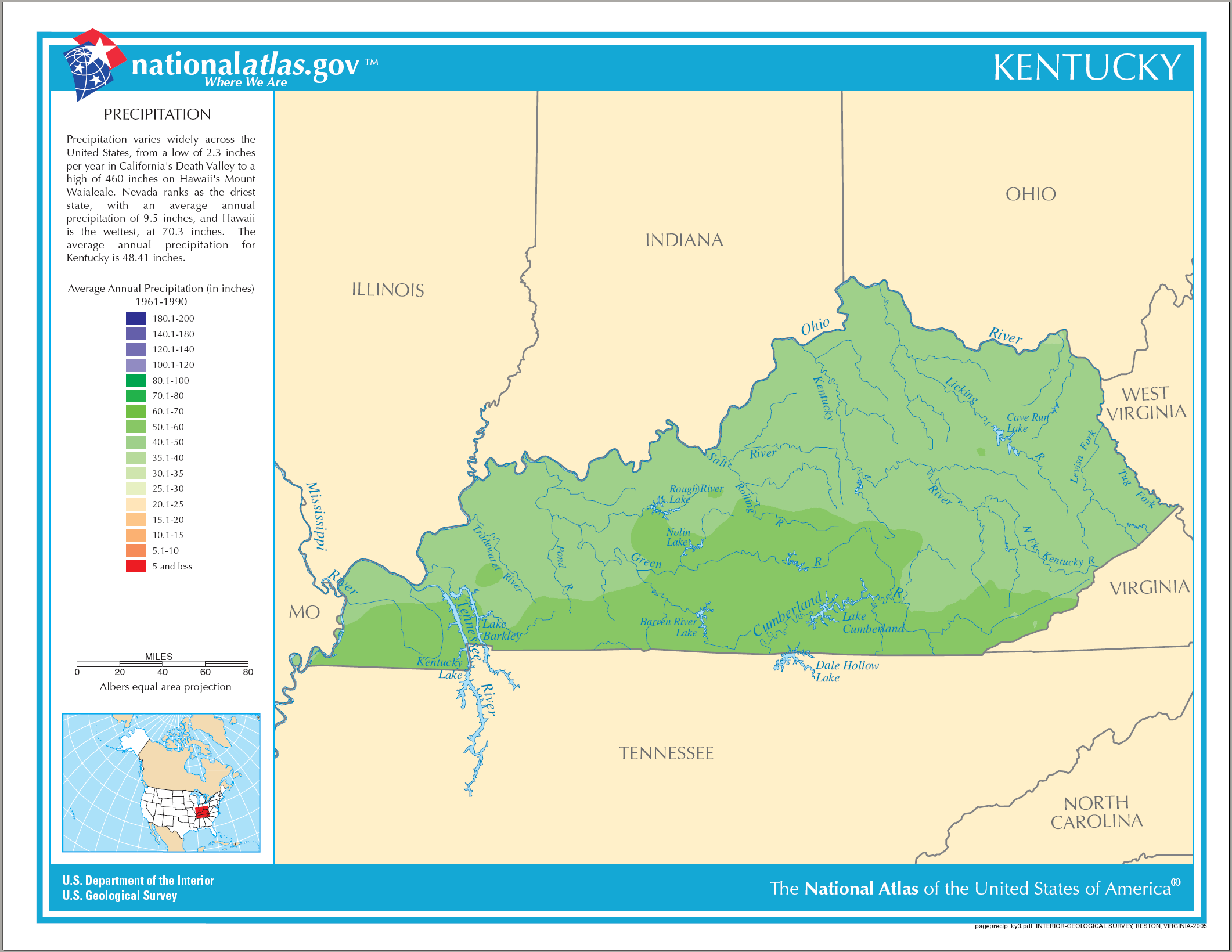
Niederschlagsmengen in Kentucky

- Liste der Countys in Kentucky

## Klima
Da Kentucky im südöstlichen inneren Teil Nordamerikas liegt, herrscht ein feucht-subtropisches Klima gemäßigter Natur mit kühlen Wintern und warmen Sommern. Die Durchschnittstemperaturen schwanken zwischen 30,9 °C im Sommer und −4,9 °C im Winter bei 1168,4 mm Niederschlägen. Das Jahresmittel liegt bei rund 14 °C in einem Großteil des Landes. Die Temperaturextreme schwanken zwischen −36,7 °C in Cynthiana im Jahre 1963 und +45,6 °C in Greensburg im Sommer 1930. Dagegen sind im Winter Schneedecken von mehr als 60 cm in den Ausläufern der Appalachen häufig anzutreffen. Kentucky liegt im Durchzugsgebiet verschiedener Sturmsysteme, die meist zwischen März und September zum Teil als Tornado auftreten. Die heftigsten Sturmkatastrophen traten 1890 beim Tornado um Louisville mit mindestens 76 und 1974 im „Super Outbreak“ mit 72 Todesopfern auf. In der jüngeren Vergangenheit forderte im Jahr 1997 eine Überschwemmung 18 Menschenleben, der so genannte Super Tuesday tornado outbreak, der auch mehrere andere Bundesstaaten betraf, mit 17 Opfern allein in Kentucky. Bei einem überregionalen Eissturm im Januar 2009 kamen mindestens 24 Menschen zu Tode.

## Fauna und Flora

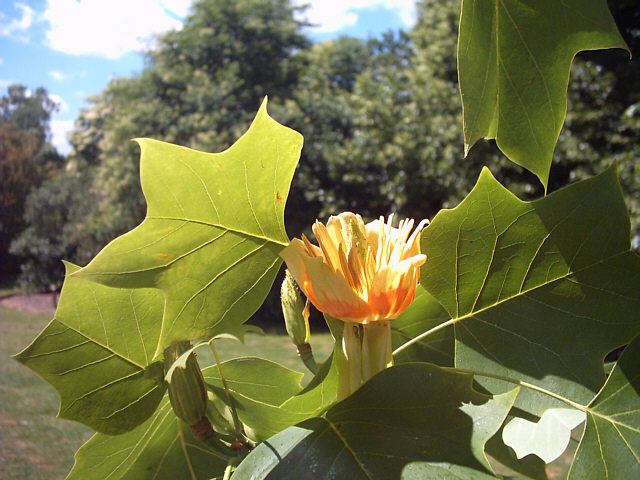
Tulpenbaum (Liriodendron tulipifera), Blüte

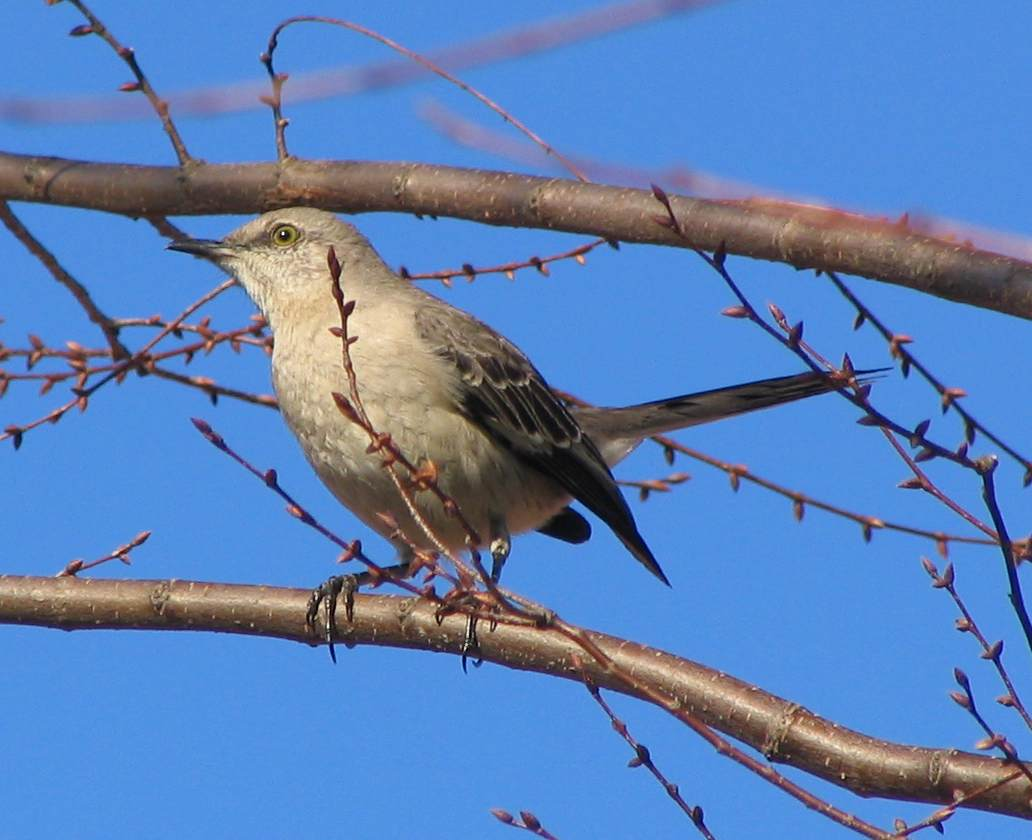
Nördliche Spottdrossel, Mimus polyglottos

Bis zur Ankunft der europäischen Siedler waren die Ebenen und Wälder Kentuckys Heimat von umherziehenden Großsäugetieren wie dem Bison, dem Wapiti oder dem Elch. Heute leben hier in der Regel lediglich kleinere Säugetiere wie Bisamratten, Füchse, Hörnchen, Kaninchen, Murmeltiere, Opossums und Waschbären, aber auch Hirsche.
Bei den Vogelarten ist eine deutlich größere Bandbreite vorzufinden: Vom Weißkopfseeadler bis zum Zaunkönig ist fast alles vorhanden. Typische Vögel sind der Rotkardinal, der „Staatsvogel“, die Spottdrossel, der Saftlecker, der Eisvogel und diverse Spechtarten. Vom Westen des Bundesstaates hin zum Ohio und zum Mississippi zieht sich einer der wichtigsten Zugvogelwege des Landes.
Die Cumberland Mountains als westliche Ausläufer der Appalachen im Grenzland zu Virginia gehören zu den artenreichsten mesophytischen Wäldern der temperierten Zone der nördlichen Erdhalbkugel. Dabei kommen rund 30 Arten in den bis zu 35 m hohen Baumschichten vor. Heute bedecken Wälder rund 40 % des Staatsgebiets. Überwiegend sind es Laubbäume wie Ahorn, Birke, Eiche, Rosskastanie und Walnuss. Doch auch Nadelgehölze wie Hemlocktannen, Kiefern, Virginischer Wacholder oder Zypressen sind häufig vertreten. Charakteristische Pflanzen der Umgebung sind Rhododendren, Lorbeerrose, Heidelbeere, Tulpenbaum, Goldrute und Minze. Auch die unteren Baumschichten sind sehr artenreich. Derartige Wälder (Cove Forests) in humiden Senken auf Konkavhängen sind von hohem Wuchs und durch gerade Stämme gekennzeichnet. Die Kernregionen der mesophytischen Wälder werden als erdgeschichtlich wichtiges genetisches Reservoir für die Verbreitung vieler Waldarten betrachtet.

## Bevölkerung

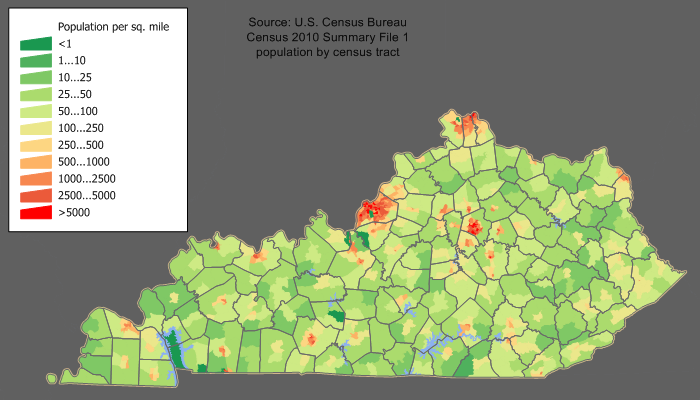
Bevölkerungsdichte

Kentucky hat 4.505.836 Einwohner (Stand: Census 2020), davon sind 86,9 % Weiße (ohne Hispanics und Latinos), 8,7 % Afro-Amerikaner, 4,3 % Hispanics- bzw. Latinos, 1,8 % Asiaten, 0,3 % Indianer.

### Alters- und Geschlechterstruktur
Die Altersstruktur von Kentucky setzte sich 2014 folgendermaßen zusammen:
- bis 18 Jahre: 1.015.095 (23,0 %)
- 18–64 Jahre: 2.745.170 (62,2 %)
- ab 65 Jahre: 653.192 (14,8 %)

Das Medianalter beträgt 38,5 Jahre. 49,2 % der Bevölkerung sind männlich und 50,8 % sind weiblich.
Acht der insgesamt 13 US-Countys, in denen die Lebenserwartung 2015 niedriger lag als im Vorjahr, liegen in Kentucky. Die betroffenen Regionen sind die ärmsten des Staates. Damit besteht ein Zusammenhang zwischen der Armut in einem Bundesstaat und der dortigen Lebenserwartung.

### Abstammung
18,9 % der Einwohner sind im Jahr 2014 nach eigenen Angaben „amerikanischer“ Abstammung und stellen damit die größte Gruppe. Es folgen die Gruppen der Deutsch- (14,6 %), Irisch- (12,3 %) und Englischstämmigen (9,6 %).

### Einwohnerentwicklung
Die einwohnerstärksten Städte sind die Metropolen Lexington und Louisville, wobei letztere eine wesentlich größere innerstädtische Bevölkerung hat. Im nördlichen Kentucky gibt es eine größere Anzahl von Kleinstädten entlang des Ohios, die ebenfalls einen speziellen Ballungsraum ergeben.

### Religionen
Die Bevölkerung ist mit 76 % überwiegend protestantisch. Dazu gehören 43 % Baptisten und 7 % Methodisten. 13 % sind Katholiken, 2 % gehören anderen freikirchlichen Gemeinschaften an und 9 % gehören keiner dieser Religionsgemeinschaften an bzw. bezeichnen sich selbst als „nicht religiös“.

### Bildung

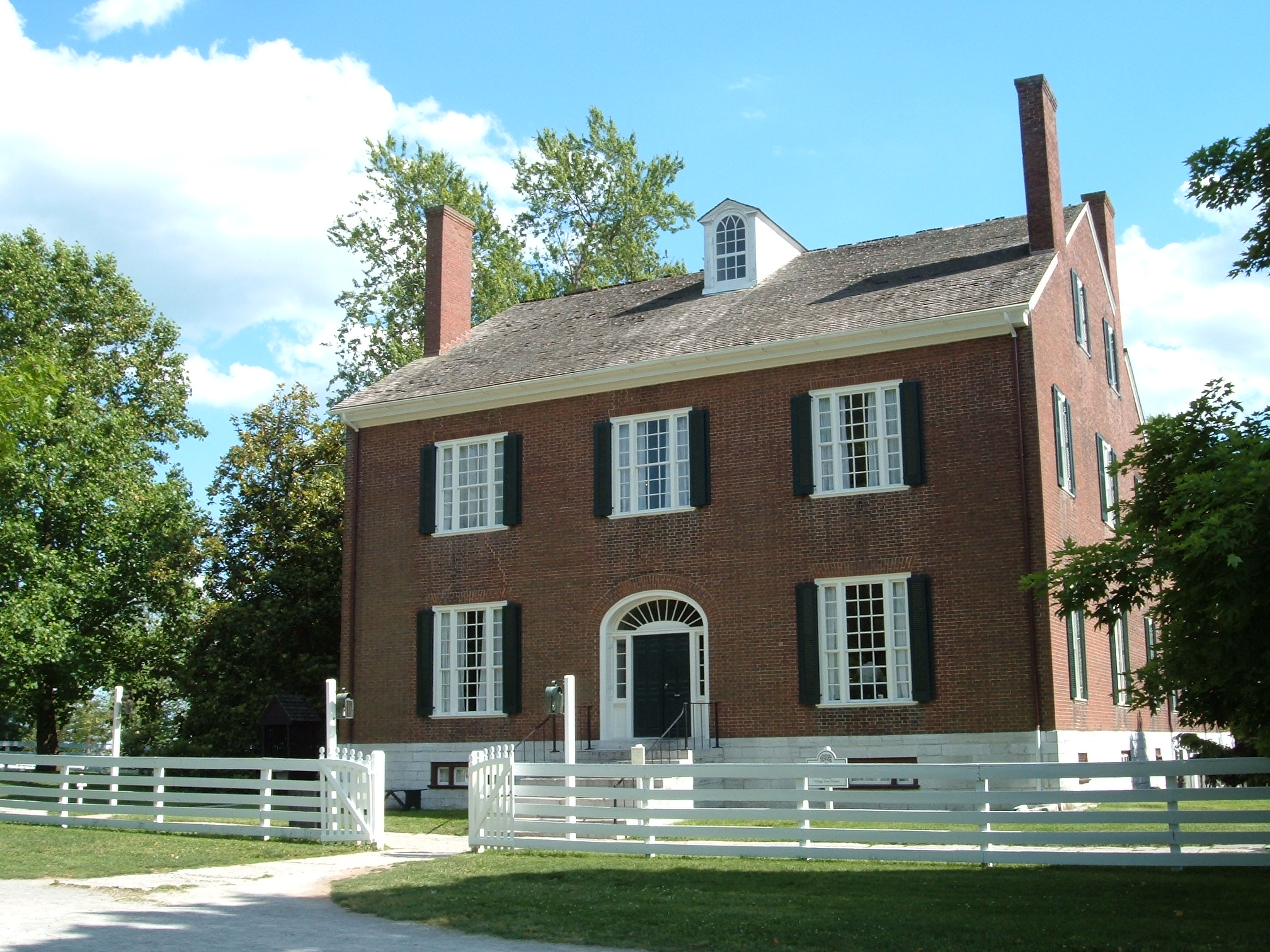
Shakertown Trustees House

Um 1785 wurde die erste Privatschule eröffnet, 1838 das staatliche Schulsystem eingerichtet. Wie überall stieß die Durchsetzung des Schulunterrichts bzw. der späteren Schulpflicht auf erhebliche Widerstände – Kinder waren wichtige Helfer in der Landwirtschaft. 1884 waren 22 % der über zehnjährigen Weißen und rund 70 % der afroamerikanischen Bevölkerung Analphabeten.
Heute kann Kentucky auf fast 60 höhere bzw. weiterführende Bildungseinrichtungen mit 650.000 Schülern an Colleges und Studenten an Universitäten verweisen. Dazu gehören die Universität Kentucky und die Transylvania University (seit 1780), mit Sitz in Lexington, die Universität Louisville (1798), die Kentucky State University (1886) in Frankfort, die Eastern Kentucky University (1906) in Richmond sowie die Western Kentucky University (1906) in Bowling Green.
Im allgemeinen Schulwesen verweist der Staat in seinen Regierungsberichten auf seine Schulreform von 1990, den Kentucky Education Reform Act, die den Schulen weitgehende Selbstverwaltung bei gleichzeitig verstärkter staatlicher Unterstützung einräumte, sodass man seitdem in demographischen Vergleichen gegenüber anderen US-Bundesstaaten bessere Resultate erzielte.

### Größte Städte
| Ort                    |                        |  |         | Einwohner |
| Louisville             | Louisville             |  | 633.045 | 633.045   |
| Lexington              | Lexington              |  | 322.570 | 322.570   |
| Bowling Green          | Bowling Green          |  | 72.294  | 72.294    |
| Owensboro              | Owensboro              |  | 60.183  | 60.183    |
| Covington              | Covington              |  | 40.169  | 40.169    |
| Georgetown             | Georgetown             |  | 37.086  | 37.086    |
| Richmond               | Richmond               |  | 34.585  | 34.585    |
| Florence               | Florence               |  | 31.946  | 31.946    |
| Elizabethtown          | Elizabethtown          |  | 31.394  | 31.394    |
| Hopkinsville           | Hopkinsville           |  | 31.180  | 31.180    |
| Nicholasville          | Nicholasville          |  | 31.093  | 31.093    |
| Frankfort (Hauptstadt) | Frankfort (Hauptstadt) |  | 28.602  | 28.602    |
| Jeffersontown          | Jeffersontown          |  | 28.474  | 28.474    |
| Henderson              | Henderson              |  | 27.981  | 27.981    |
| Paducah                | Paducah                |  | 27.137  | 27.137    |
| Stand: 1. April 2020   |                        |  |         |           |

## Geschichte

### Erdgeschichte
Aus den Erdzeitaltern des Tertiärs und des Pleistozäns stammen zahlreiche Knochenfunde von Mammuts oder Mastodons, die der französische Hauptmann und Kommandeur des Fort Niagara, Charles Lemoyne de Longueil, als erster Europäer 1739 am „Big Bone Lick“ im heutigen Boone County entdeckte. Im Umfeld einer Salz-Schwefel-Quelle waren offensichtlich hunderte von Großsäugern verendet, deren Knochen erhalten blieben. Die dortigen Gewässer waren bis 1812 als Salinen geschätzt und zwischen 1815 und 1830 sogar für ihre Kurwirkung bekannt. US-Präsident Thomas Jefferson schickte eigens eine Expedition an diesen Ort, um einige Knochen in seine Sammlung aufzunehmen.

### Prähistorie

Das Cherokee-Alphabet (Faksimile). Zu Beginn des 19. Jahrhunderts zur schriftlichen Wiedergabe der Cherokee-Sprache entstanden

Seit etwa 20 Jahren wird die prähistorische Vergangenheit durch die Archäologie in sechs Unterabschnitte geteilt. Diese umfassen einen Zeitraum von 13.000 v. Chr. bis 1650 n. Chr.: die Paläo-Indianische Kultur, die Archaische Kultur, die Woodland-Periode, die Adena-Kultur, die Mississippi-Kultur und die „Fort-Ancient“-Kultur. Ab etwa 3000 v. Chr. entstanden als Mounds bezeichnete Grabhügel, wie etwa Indian Knoll, wo fast 1200 Menschen begraben, und wo weit über 50.000 Artefakte entdeckt wurden.
Von etwa 1650 bis zur Ankunft der ersten weißen Siedler kämpften unterschiedliche indianische Stammesgruppen um die Vorherrschaft über das Land der großen Weiden („Great Meadow“). Die Stämme der Shawnee drangen vom Norden über den Ohio River in das Territorium, während die Cherokee- und Chickasaw-Stämme vom Süden über den Cumberland River kamen. Aber auch Stämme der Delawaren und der Wyandot durchstreiften die Region, da dies auch der Weg der großen Büffelherden von den Salzsümpfen bis hin ins heutige Illinois war.

### Neuzeit

#### Britische Kolonialzeit und Unabhängigkeitskrieg

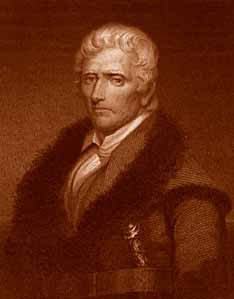
Daniel Boone

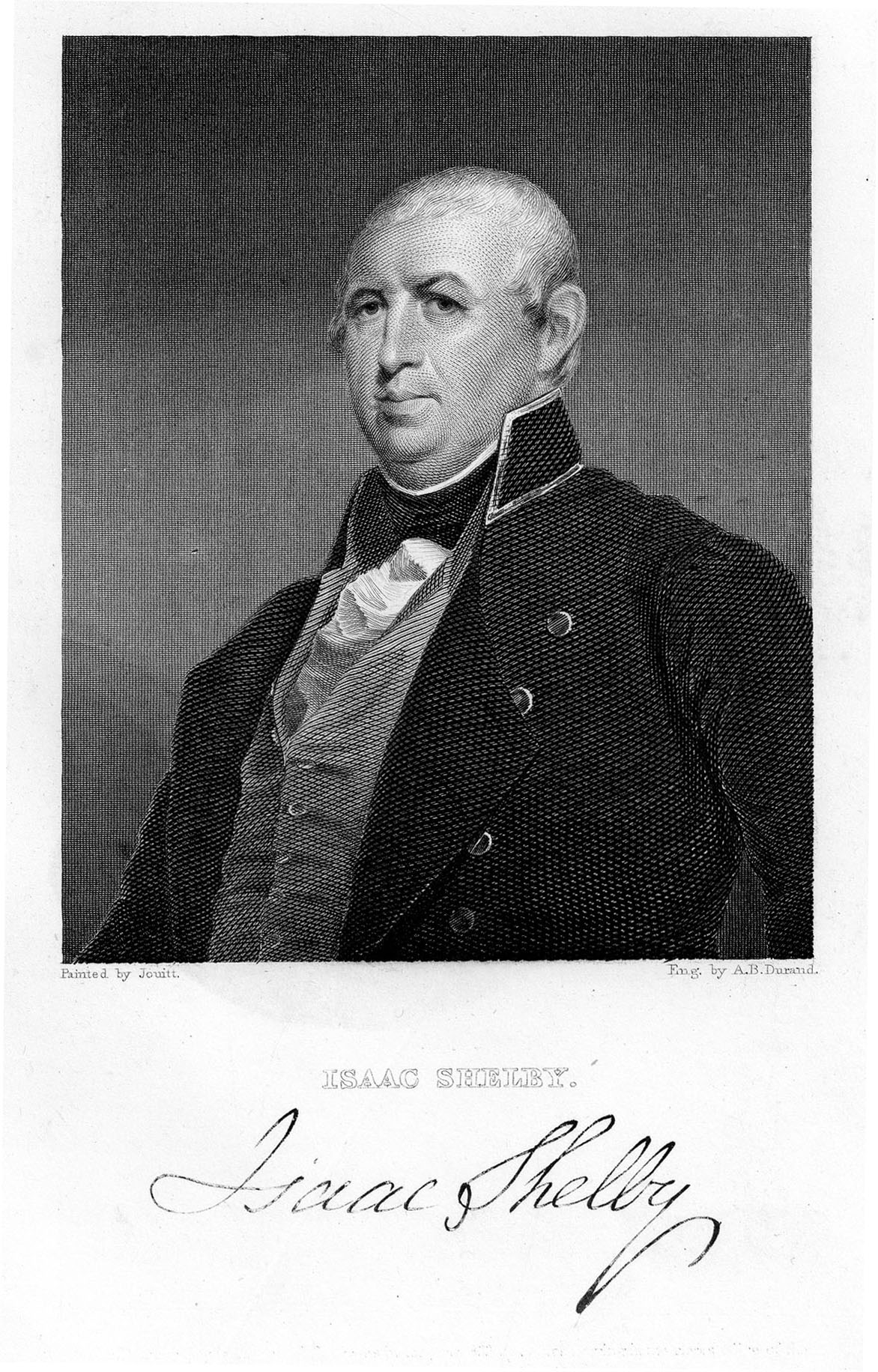
Isaac Shelby

Christopher Gist und Thomas Walker leiteten die ersten Erkundungs-Expeditionen in den Jahren 1750 und 1751, doch der Ausbruch des Krieges gegen Frankreich im Jahr 1754 und die weiteren Auseinandersetzungen während des Siebenjährigen Krieges unterbrachen diese Erkundungen.
Jahrzehntelang hatte das Gebiet westlich der Allegheny Mountains für die amerikanischen Siedler nur als wildreiches Jagdgebiet gedient. Durch den mit den Indianern Handel treibenden John Finlay auf die Fruchtbarkeit jener Gegend aufmerksam gemacht, war es den Erkundungen Daniel Boones seit 1769 zu verdanken, der das Land mit mehreren „Jagdgesellschaften“ bereiste. Er gründete das erste Fort, bahnte die Trasse für die erste Straße, die Wilderness Road, und erschloss Kentucky damit für die spätere Besiedlung.
Während des Unabhängigkeitskrieges ordnete das britische Oberkommando von Detroit 1780 einen Raid ins Siedlungsgebiet des späteren Kentuckys an. Unter der Führung des Hauptmanns Henry Bird landeten 150–200 kanadisch-französische Ranger bei Falmouth im heutigen Pendleton County an. In ihrem Gefolge hatten sie 600–800 indianische Verbündete, die zu den Shawnee, Odawa, Huronen, Anishinabe, Lenni Lenape und Mingo gehörten und als zum Teil ehemalige Bewohner dieser Regionen Grund zur Rache an den dortigen Siedlern hatten. In erbitterten Kämpfen, die von amerikanischen Historikern zu den heftigsten Auseinandersetzungen mit indianischer Beteiligung gezählt wurden, bekämpften sie die Grenz-Forts des Staates. Ihr Weg wird heute noch als „Bird’s War Road“ bezeichnet. Auf ihrem Rückzug verschleppten sie rund 460 Siedler aus den umliegenden Gegenden auf britisches Gebiet. Die Gefangenen wurden dabei ohne Rücksicht auf den familiären Zusammenhalt aufgeteilt. Eine Minderheit deportierten die Briten nach Detroit, die meisten blieben in indianischer Gefangenschaft.
Allein zehn der Verfassungskonvente fanden 1784–1792 im Gerichtshaus von Danville statt.

#### Loslösung von Virginia
1790 akzeptierten die Deputierten Kentuckys die Bedingungen Virginias bezüglich des Austritts, so dass die Verfassung des Bundesstaats im April 1792 ratifiziert werden konnte. Am 1. Juni 1792 wurde Kentucky zum 15. Bundesstaat der Union und Isaac Shelby, eine herausragende Figur des Unabhängigkeitskrieges, zum ersten Gouverneur des Commonwealths.
1826 spielte sich in Frankfort im Zusammenhang mit der politischen Auseinandersetzung um die Entschuldung der Neusiedler die „Beauchamp-Sharp-Tragödie“ ab. Der Kandidat der relief- oder new-court-party, Colonel Solomon P. Sharp, wurde ermordet. Es ist nicht auszuschließen, dass der Mörder, Jereboam O. Beauchamp, aufgrund einer amourösen Verstrickung mit Ann Cook, die er durch Sharp entehrt sah, unbewusst zum Werkzeug einer Verleumdungskampagne John V. Warings wurde. Waring hatte diese initiiert, um die Kandidatur Sharps zu behindern.
1798 erbauten Investoren nach britischen Vorbildern eine erste Pferderennbahn. Seit jener Zeit widmete man sich verstärkt der Zucht und dem Verkauf der Vollblüter.

#### Sezessionskrieg

Der Sezessions-Wolf bekniet Rotkäppchen um Kentucky

In Kentucky war Sklaverei erlaubt. Sie hatte aber nicht die gleiche wirtschaftliche Bedeutung wie in anderen Süd-Staaten. Im Vorfeld des Bürgerkrieges hatte Kentucky aufgrund seiner offenen Grenze über 1126 km zum Süden hin eine bedeutende Rolle bei den Fluchthelferaktionen für schwarzafrikanische Sklaven der Anrainerstaaten. Zahlreiche unterirdische Verstecke der „Underground Railroad“, die nach Kanada führte, sind bis heute erhalten.
Am 20. Mai 1861 versuchte Kentucky durch eine Proklamation seine Neutralität im Sezessionskrieg zu wahren (siehe Neutralitätserklärung von Kentucky). Als jedoch am 3. September 1861 konföderierte Truppen eindrangen und zahlreiche Städte brandschatzten, ergriff man Partei für die Union.
Zur allgemeinen Propaganda gehörte das Bedrucken von Visitenkarten und der Post mit politischen Parolen. In einer auf einem Briefumschlag damals von Illinois aus verbreiteten Karikatur kniet der befrackte Wolf der Sezession vor Rotkäppchen, das ein Banner der Union schultert. Er bietet ihr an, Kentucky aus der Union herauszuführen – oder jeden anderen Staat, dies wäre die entscheidende Frage. („The Secession Wolf“ offering to lead Kentucky, „Or any other State,“ out of the Union. „That’s what’s the matter.“)

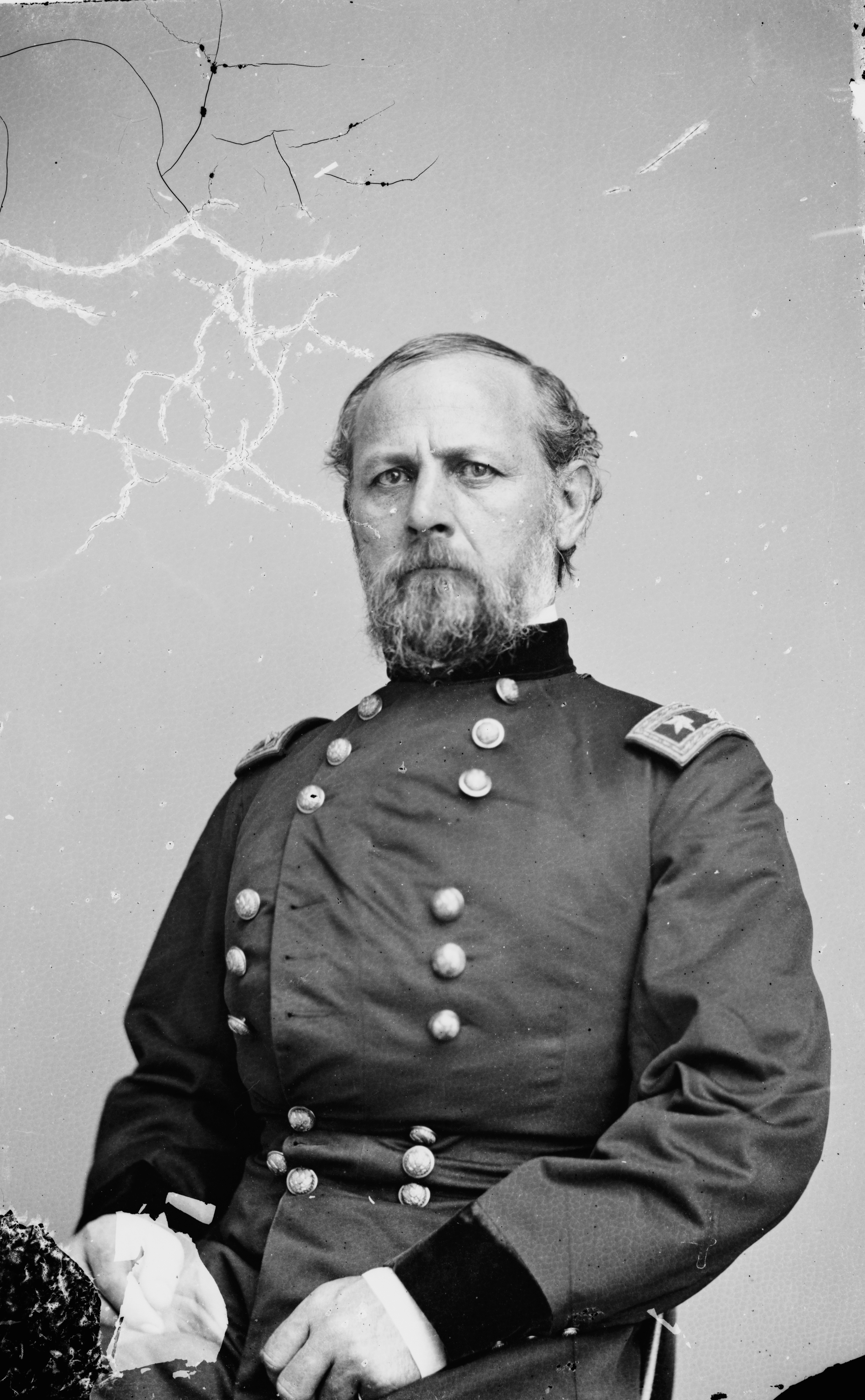
Unionsgeneral Don Carlos Buell

Trotz des Versuchs, die Neutralität zu wahren, kämpften häufig Verwandte auf beiden Seiten. So standen ca. 100.000 Kentuckier auf der Seite der Union, rund 40.000 Mann verfochten die Sache der Konföderation. Das strategische Potenzial des Staates hatten beide Armeen erkannt, sodass verschiedene Scharmützel und zahlreiche Guerilla-Raids auf dem Staatsgebiet stattfanden. Die Schlacht bei Perryville gilt als die heftigste Konfrontation, bei der letztlich 7.600 Soldaten fielen und 5.400 verwundet wurden, als es dem Nordstaaten-General Don Carlos Buell aufgrund eines akustischen Schattens entging, die zahlenmäßig unterlegenen Truppen Braxton Braggs zu stellen.
Die Zivilbevölkerung hatte bis Ende des Krieges unter den Überfällen der Bushwhackers-Banden aus dem Süden zu leiden. Dennoch stellte man sich später, während der Rekonstruktionsphase (1865–1877), demonstrativ auf die Seite des Südens. Insbesondere seit den 1880er-Jahren betrieb der Ku-Klux-Klan eine Einschüchterungspolitik gegenüber der afroamerikanischen und liberalen Bevölkerung.

#### Landwirtschaftlicher und industrieller Aufschwung, Monopole

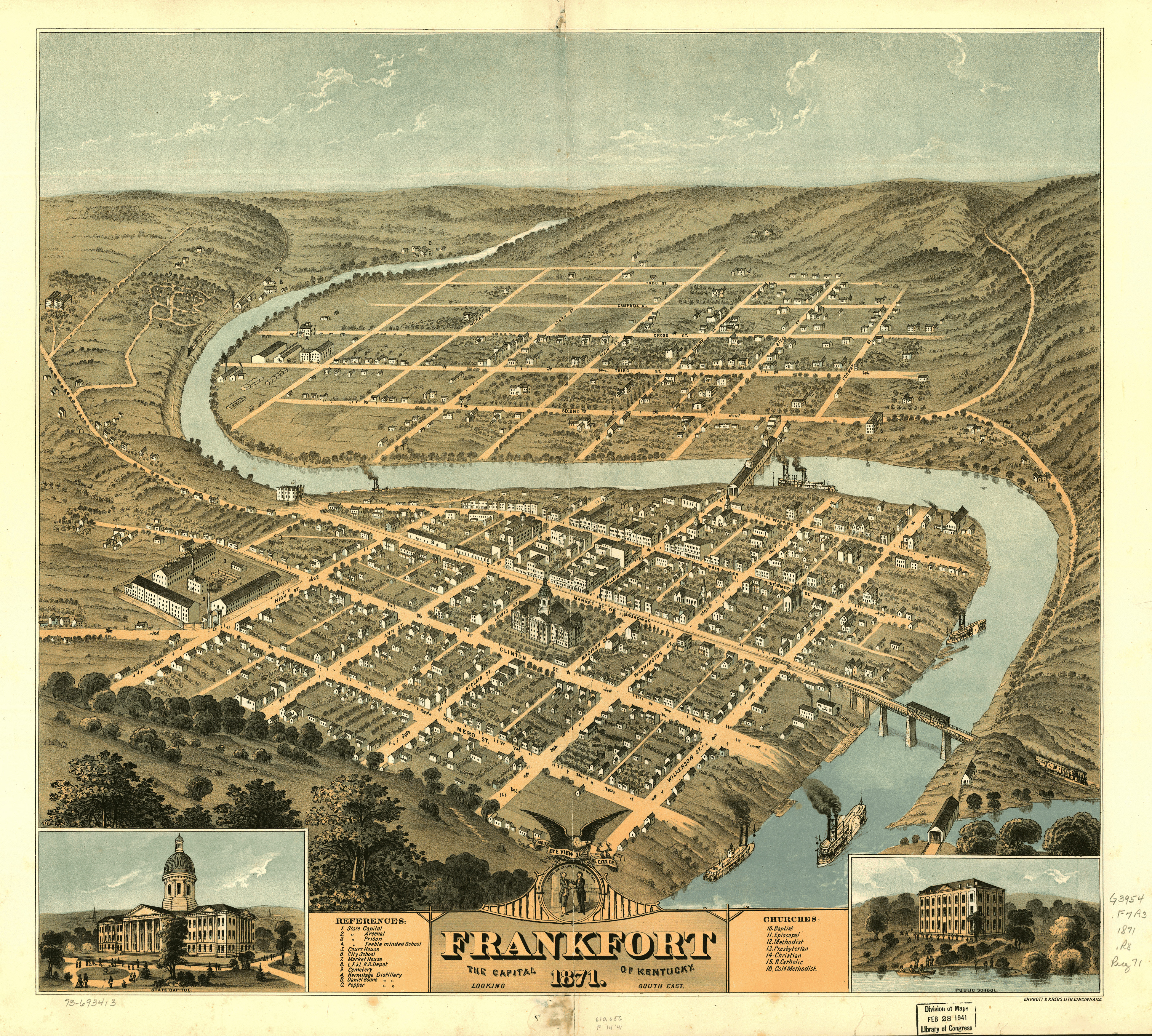
Vogelperspektive auf Frankfort, 1871

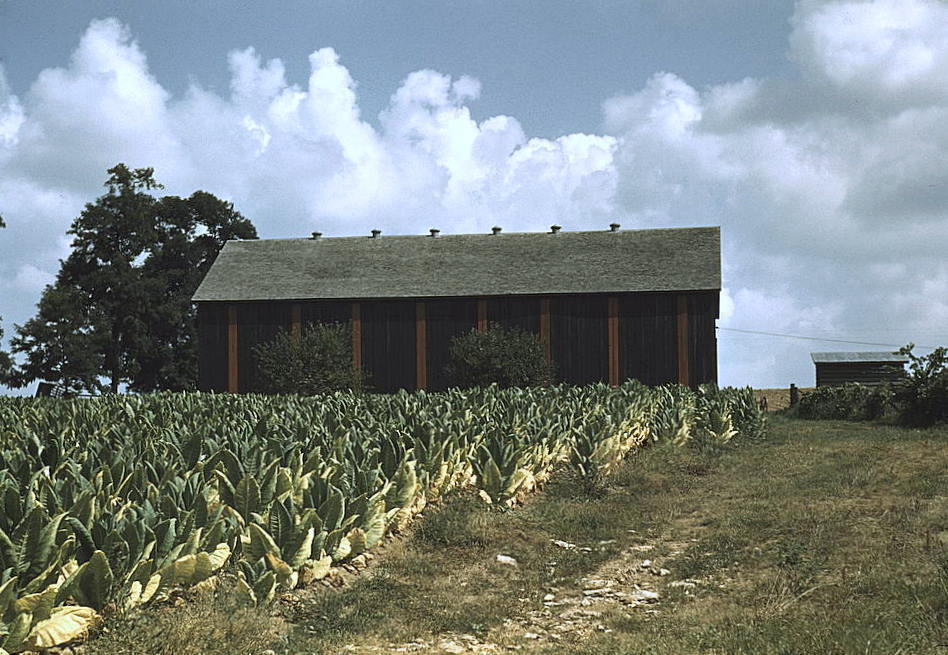
Burley-Tabakfeld, 1940

Nach dem Niedergang der Hanfindustrie, die zuvor die meisten Säcke in den Staaten produziert hatte, veränderte die Kultivierung des „Burley Tabaccos“ die Agrarlandschaft entscheidend. Mit diesem hochwertigen Produkt konnten neue Absatzmärkte erschlossen werden.
Als die „Kentucky Railway Company“ die Schienenstrecke im Powell County 1886 erschloss, expandierte gleichermaßen die Zedernholzindustrie des Landes. Die bereits sechs Jahre zuvor gegründete Red River Lumber Mills-Gesellschaft galt als die größte dampfbetriebene Sägemühle des Staates. Um 1890 begann ein buchstäblicher „Run“ auf Amerikas größte Zedern-Plantage in der Nähe von Clay City. Der Boom der Region nahm jedoch durch ein verheerendes Großfeuer der Mühlen und der Anpflanzungen 1906 ein unerwartetes Ende.
Im „Black Patch Tobacco War“ zwischen 1904 und 1909 drückte sich die Unzufriedenheit kleiner und mittelständischer Anbieter aus, die letztlich erfolgreich gegen das Tabakmonopol einiger weniger großer Anbieter ankämpften.

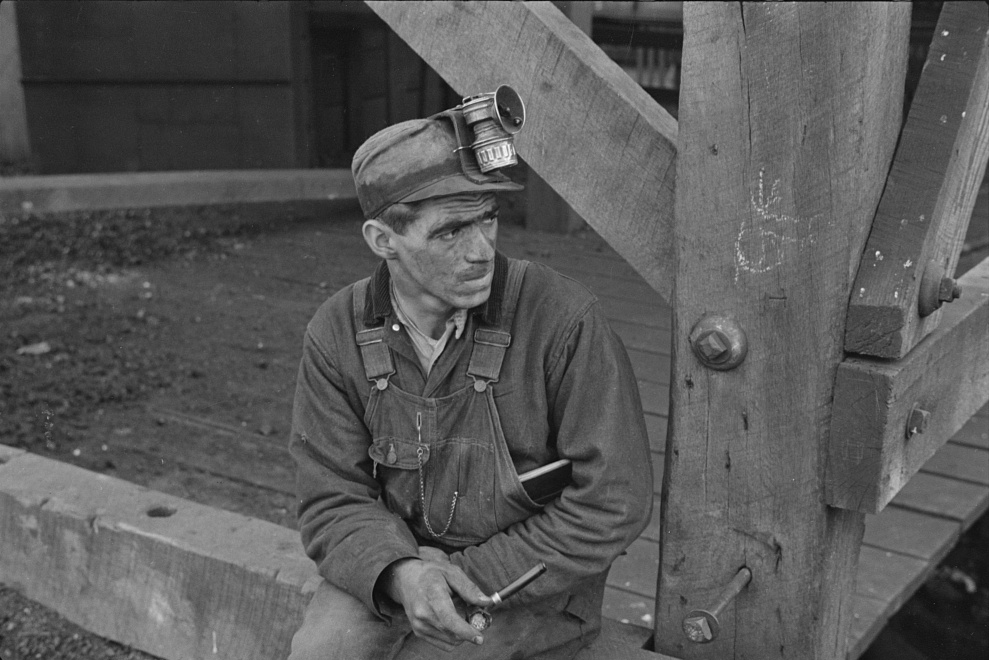
Kohlenminenarbeiter, Kentucky, 1935

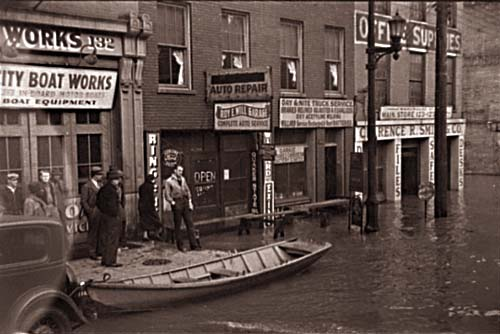
Die Flut in den Straßen Louisvilles, 1936

Die größte Umwälzung drückte sich im Wandel von einem Agrar- in einen Industriestaat aus, der während des Zweiten Weltkrieges beinahe abgeschlossen wurde. Neben der Textilien produzierenden war es vor allem die Kohle fördernde und Tabak weiterverarbeitende Industrie, die den Weg für weitere Fertigungszweige ebnete. Aufgrund der Weltwirtschaftskrise 1930 waren viele Farmer und Minenarbeiter gezwungen, sich um Arbeit in den Städten zu bemühen. Es sollte allerdings bis 1970 dauern, dass mehr Arbeiter in den Städten als auf dem Land beschäftigt waren.
1936 richtete man den US-Staatsschatz mit seinen Goldreserven in Fort Knox ein.
In den Wintern 1936/37 kam es in vielen Teilen des Staates zu katastrophalen Überschwemmungen, bei denen Tausende evakuiert werden mussten. In Louisville und Mayfield wurden ganze Straßenzüge unter Wasser gesetzt, als der Ohio River über die Ufer trat.

#### Weltkriege und Koreakrieg
Als Angehöriger eines Bundesstaates, der stolz auf seine kämpferische Grenzertradition war, fiel mancher Kentuckier in Europa während des Ersten Weltkrieges. Auf dem Godman Field bei Fort Knox war mit der Stationierung der 29. Aero Squadron erstmals ein Flugplatz entstanden, die Squadron verblieb mit dem 31. Ballonkorps von 1918 bis 1921 an diesen Ort. Nach Ende dieses Anachronismus blieb der Stützpunkt verwaist, bis 1937 das 12. Aufklärergeschwader untergebracht wurde. Während des Zweiten Weltkrieges beherbergte der Stützpunkt diverse Bombergeschwader, die alle mit dem zweimotorigen Martin B-26 „Marauder“-Modell ausgerüstet waren, die man vorwiegend in Italien und im Pazifikkrieg einsetzte.
Robert H. Brooks trat als erster Afroamerikaner in die zuvor ausschließlich „weiße“ Nationalgarde vor Kriegsbeginn ein. Bei einem Bombardement der Japaner auf den Philippinen wurde er aus offizieller Sicht als erster bewaffneter Soldat der amerikanischen Streitkräfte am 8. Dezember 1941 nach der japanischen Kriegserklärung getötet. Ihm zu Ehren benannte man den Paradeplatz in Fort Knox schon zwei Wochen später in „Brooks Field“ um. Dieses ambivalente Signal gegenüber der Emanzipation der Afroamerikaner im Süden beschränkte sich jedoch zunächst ausschließlich auf die Armee, in der ein sozialer Aufstieg zwar möglich, aber weiterhin mit Hindernissen verbunden war.
Ein weiteres Relikt des Krieges findet sich in Camp Breckinridge, im Union County bei Morganfield, wo von 1943 bis 1946 auf dem Gelände des ursprünglichen Ausbildungslagers für Rekruten in zusätzlichen Baracken ein Kriegsgefangenenlager für rund 3000 Soldaten der deutschen Wehrmacht eingerichtet wurde. Wie überall in den Staaten waren die Prisoners of war als billige Arbeitskräfte in der Landwirtschaft und im Handwerk angesichts des Arbeitermangels bei rund 9000 Gefallenen nach anfänglichem Misstrauen bald Bestandteil des Wirtschaftslebens, das auch ihnen in Anbetracht der Umstände ein gutes Auskommen sicherte.
Bereits fünf Jahre nach Kriegsende starben im Koreakrieg erneut Soldaten aus Kentucky, wobei der posthum hochdekorierte Feldkaplan Herman Felhoelter aufgrund seines selbstlosen Handelns sowohl für die katholische Kirche als auch für den Bundesstaat zum „Nationalhelden“ erklärt wurde.

#### Bürgerrechtsbewegung
In den 1950er Jahren änderte sich allmählich die Bildungslandschaft. Im Zuge der Integrationspolitik der Universität von Louisville gliederte man Teile des übrigen Campus als auch benachbarte Institutionen ein. Dadurch kam mit dem afroamerikanischen Professor Charles H. Parrish Jr. ein renommierter Soziologe und lebenslanger Verfechter der Bürgerrechte vom Louisville Municipal College, wo zuvor ausschließlich Afroamerikaner immatrikuliert wurden, als erster schwarzer Professor an eine „weiße“ Hochschule des Südens. Dort saß er ab 1959 dem Lehrstuhl für Soziologie vor und pflegte offen seine Beziehungen zur Bürgerrechtsbewegung.
Ab der Rekonstruktionsphase war Kentucky bis in die 1990er Jahre eine Hochburg der Demokraten. Sie wurden von den Republikanern abgelöst, die ein günstigeres Wirtschaftsklima versprachen. Im Verlauf dieses Jahrzehnts gelang es der Regierung, die Steinkohleförderung zu drosseln, den Tourismus als bedeutenden Dienstleistungssektor durch die Einrichtung von Naturparks zu stärken, den Verlust von Arbeitsplätzen zu kompensieren und die Sozialfürsorge zu erweitern. Gerade in diesem Bereich nahm allerdings insbesondere Gouverneur Ernie Fletcher Vieles zurück, selbst die Sozialversicherung der Regierungsangestellten strich er gegen vielfachen Protest zusammen.
Am oder vor dem 10. Juli 2023 
wurde der Große Kentucky-Schatz, 700 Goldmünzen aus 1840–1863, in einem Maisfeld gefunden, Finder und Ort werden nicht bekanntgegeben.

## Politik
| Jahr | Republikaner      | Demokraten      |
| ---- | ----------------- | --------------- |
| 2024 | 64,55 % 1.336.230 | 33,86 % 700.921 |
| 2020 | 62,09 % 1.326.646 | 36,15 % 772.474 |
| 2016 | 62,54 % 1.202.942 | 32,69 % 628.834 |
| 2012 | 60,49 % 1.087.190 | 37,80 % 679.370 |
| 2008 | 57,37 % 1.048.462 | 41,15 % 751.985 |
| 2004 | 59,55 % 1.069.439 | 39,69 % 712.733 |
| 2000 | 56,50 % 0.872.492 | 41,37 % 638.898 |
| 1996 | 44,88 % 0.623.283 | 45,84 % 636.614 |
| 1992 | 41,34 % 0.617.178 | 44,55 % 665.104 |
| 1988 | 55,52 % 0.734.281 | 43,88 % 580.368 |
| 1984 | 60,04 % 0.822.782 | 39,37 % 539.589 |
| 1980 | 49,07 % 0.635.274 | 47,61 % 616.417 |
| 1976 | 45,57 % 0.531.852 | 52,75 % 615.717 |
| 1972 | 63,37 % 0.676.446 | 34,77 % 371.159 |
| 1968 | 43,79 % 0.462.411 | 37,65 % 397.541 |
| 1964 | 35,65 % 0.372.977 | 64,01 % 669.659 |
| 1960 | 53,59 % 0.602.607 | 46,41 % 521.855 |

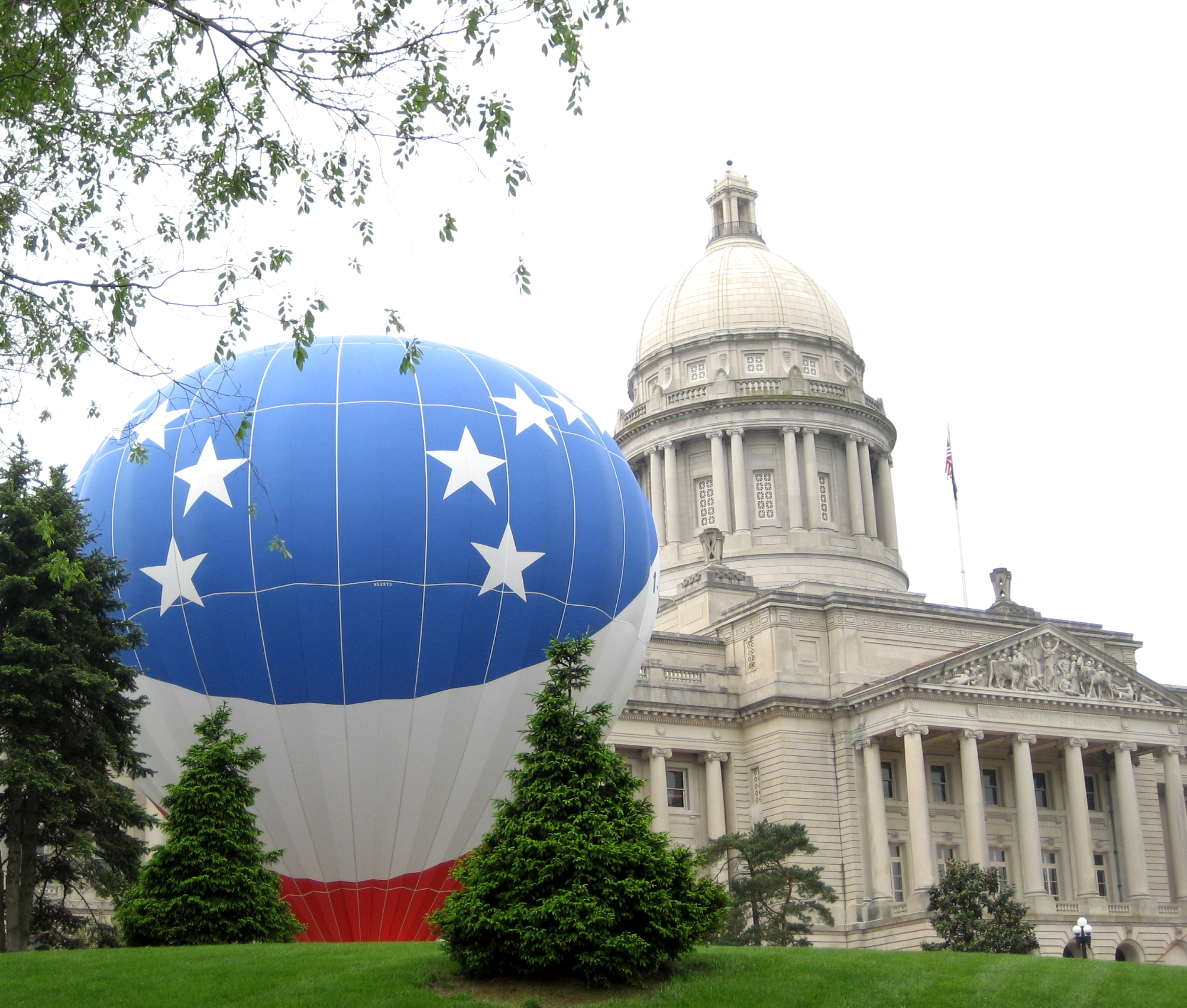
Ballon in den Landesfarben neben dem Capitol, 2007

Die Hauptstadt von Kentucky ist das mit weniger als 30.000 Einwohnern eher kleinstädtische Frankfort. Als Gouverneur amtiert seit Dezember 2019 Andy Beshear von der Demokratischen Partei, der den seit 2015 amtierenden Matt Bevin von der Republikanischen Partei ablöste (siehe auch Liste der Gouverneure von Kentucky).
Der Bundesstaat hatte parteipolitisch insofern lange eine Sonderrolle eingenommen, als er schon immer über einige republikanische Hochburgen verfügt hatte, ansonsten aber hatte er über Jahrzehnte Anteil an der absoluten Dominanz der Demokraten in den Südstaaten. Wie die meisten Südstaaten entwickelte sich Kentucky mit der großen Verschiebung der Parteien seit den 1960er-Jahren zu einem zunehmend republikanisch beherrschten Staat, vor allem bei Wahlen auf Bundesebene, da die Demokraten im Laufe der 1960er-Jahre zunehmend liberaler und die Republikaner zunehmend konservativer wurden und die konservativen Southern Democrats mit der Zeit die Partei wechselten. Bei Präsidentschaftswahlen gab es daher zwischen 1960 und 2004 eine ähnliche Entwicklung wie in Tennessee. Nur die beiden aus den Südstaaten stammenden Kandidaten Jimmy Carter 1976 sowie Bill Clinton 1992 und 1996 konnten Kentucky für die Demokraten gewinnen. Allerdings ist Kentucky bei den Präsidentschaftswahlen stets sehr „treffsicher“ gewesen. Die einzigen Kandidaten der letzten Jahrzehnte, die eine Präsidentschaftswahl gewannen, ohne auch in Kentucky zu siegen, waren John F. Kennedy 1960, Barack Obama 2008 und 2012 sowie Joe Biden 2020.
Die Republikaner konnten ihre Wahlergebnisse aber auch auf Staatsebene kontinuierlich verbessern. Während die Demokraten lange Zeit die wichtigsten Staatsämter wie Gouverneur und Attorney General behalten konnten, gelang es den Republikanern bei den Wahlen 2015 erstmals, fast alle dieser Ämter zu besetzen; die knapp 44 Prozent, die der Gouverneurskandidat der Demokraten Jack Conway im November 2015 erzielte, war das schlechteste Ergebnis für die Partei bei diesem Amt seit dem Bürgerkrieg. Der traditionell demokratische kohlereiche, gewerkschaftlich geprägte Südosten des Landes, in dem für dessen Niedergang viele die Energiepolitik der Regierung Obama verantwortlich machen, wählte in den 2010er Jahren ebenfalls erstmals mehrheitlich republikanisch.
Im Electoral College stellt Kentucky acht Wahlmänner. 1988 waren es noch neun.
Das Staatsparlament (Kentucky General Assembly) stellt ein Zweikammersystem dar, mit einem Senat von 38 Mitgliedern, die jeweils einen Wahldistrikt für eine Legislaturperiode von vier Jahren repräsentieren, und einem Repräsentantenhaus von 100 Mitgliedern, die ebenfalls einen Wahldistrikt vertreten.

### Kongress
- Liste der US-Senatoren aus Kentucky
- Liste der Mitglieder des US-Repräsentantenhauses aus Kentucky

### Mitglieder im 119. Kongress
|  | Name                        | Mitglied seit | Parteizugehörigkeit |
|  | --------------------------- | ------------- | ------------------- |
|  | James Richardson Comer Jr.  | 2016          | Republikaner        |
|  | Steven Brett Guthrie        | 2009          | Republikaner        |
|  | John Morgan McGarvey        | 2023          | Demokrat            |
|  | Thomas Harold Massie        | 2012          | Republikaner        |
|  | Harold Dallas „Hal“ Rogers  | 1981          | Republikaner        |
|  | Garland Hale „Andy“ Barr IV | 2013          | Republikaner        |

|  | Name                                   | Mitglied seit | Parteizugehörigkeit |
|  | -------------------------------------- | ------------- | ------------------- |
|  | Addison Mitchell „Mitch“ McConnell Jr. | 1985          | Republikaner        |
|  | Randal Howard „Rand“ Paul              | 2011          | Republikaner        |

### Todesstrafe
In Kentucky kann die Todesstrafe verhängt werden. Die letzte Hinrichtung in Kentucky fand 2008 statt. Es gab insgesamt 3 Hinrichtungen seit 1976. 26 Häftlinge warten derzeit auf ihre Hinrichtung. (Stand Januar 2020)
| Jahr   | 1997 | 1999 | 2008 | Summe |
| ------ | ---- | ---- | ---- | ----- |
| Anzahl | 1    | 1    | 1    | 3     |

## Kultur und Sehenswürdigkeiten

### Kultur

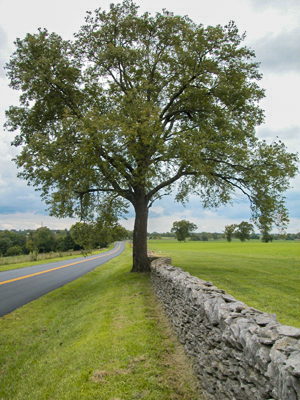
„Bluegrass“-Szenerie

Wie in vielen anderen überwiegend ländlichen Regionen wird das kulturelle Leben von den Traditionen des amerikanischen Südens geprägt. Countrymusiker wie Billy Ray Cyrus oder Loretta Lynn prägten seit dem 19. Jahrhundert die Musikgeschichte. Ein besonderes Genre der Countrymusik, der um 1945 unter anderem von Bill Monroe und Earl Scruggs kreierte Bluegrass, ist sogar nach dem Spitznamen des Staates benannt worden. Aber auch einige renommierte Jazzmusiker wie Al Casey oder Lionel Hampton stammen aus Kentucky.
Das Kentucky Derby am ersten Samstag im Mai ist nicht nur ein sportliches und wirtschaftliches, sondern auch ein kulturelles Großereignis, das während der zwei Rennwochen sowohl auf der Ebene der Hochfinanz wie des einfachen Mannes von jeher mit einem kulturellen Rahmenprogramm gefeiert wird.
Während des 20. Jahrhunderts hatte Louisville den Ruf, die kultivierteste Stadt nördlich von St. Louis zu sein. Hier ballen sich bis heute die meisten kulturellen Einrichtungen, wie das J. B. Speed Art Museum, mit Exponaten aus der amerikanischen und europäischen Malerei sowie einer speziellen Kentucky Collection, das Kentucky Museum of Natural History und das Kentucky Derby Museum mit einer umfassenden Ausstellung zum Pferderennsport. 1927 entstand das War Memorial Auditorium zum Gedenken an die Kriegstoten der Stadt. Dort traten viele bedeutende Schriftsteller, Künstler und Musiker wie George Gershwin, Helen Hayes, Arthur Rubinstein, Mikhail Baryshnikov oder die Peking Oper auf. Lexington beherbergt außerdem mit dem Lexington Opera House eine Opernspielstätte.
Sehenswürdigkeiten sind:

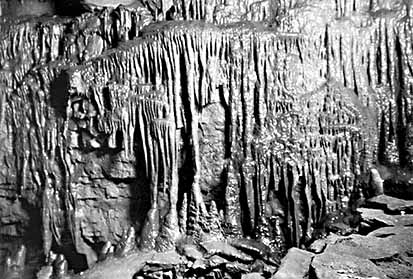
Höhlenformation in „Violet City“, Mammoth Cave National Park

- Abraham Lincoln Birthplace National Historic Site in Hodgenville
- Besuch einer beliebigen Whiskey-Brennerei, wobei dort in der „Dry Zone“ bei Werksbesichtigungen keine alkoholischen Getränke ausgeschenkt werden dürfen, so dass man nur Bourbon Balls verteilt
- Cumberland Falls, ein Wasserfall, der unter Naturschutz steht
- Fort Knox als Ort der Staatsreserven
- Kentucky Derby in Louisville
- Mammoth Cave National Park (siehe Abb.), das weltweit größte Höhlensystem mit einer Gesamtlänge von über 300 km
- Nationales Quiltmuseum in Paducah
- Red River Gorge Geological Area, ein unter Naturschutz stehendes Canyon-System
- J. B. Speed Art Museum in Louisville
- War Memorial Auditorium

### Naturdenkmäler
| Nationalpark                                                                              | Lage                                                      | Ansicht |
| ----------------------------------------------------------------------------------------- | --------------------------------------------------------- | ------- |
| Mammoth-Cave-Nationalpark - Kentucky - 1.888.126 Besucher (2004) - gegründet 1. Juli 1941 | Mammoth-Cave-Nationalpark · Karte der Vereinigten Staaten |         |

## Wirtschaft und Infrastruktur
Das reale Bruttoinlandsprodukt pro Kopf (engl. per capita real GDP) lag im Jahre 2016 bei 44.409 Dollar, während der Durchschnitt der US-Bundesstaaten bei 57.118 lag. Damit lag Kentucky an 42. Stelle unter den 50 Bundesstaaten. Die Arbeitslosenrate lag im November 2017 bei 4,7 % (Landesdurchschnitt: 4,1 %).
Die Agrarwirtschaft wird in vielen Regionen von der Pferdezucht dominiert, bedeutender sind allerdings Rinder, Molkereiprodukte, Tabak, Schweine, Sojabohnen, Getreide und Whiskey. Kentucky ist der Bundesstaat mit den höchsten Exporten von Vieh bzw. Viehprodukten. Daher gilt der Staat als „Fleischtopf“ von Chicago und seiner Schlachthöfe, eine Rolle, die sich auf die umliegenden Staaten ausgeweitet hat. Als einziger Agrarzweig steht er in der Wirtschaftsbilanz des Staates unter den zehn umsatzstärksten Sparten. Welchen Stellenwert die Vollblüter und ihre 381 Gestüte im kollektiven Bewusstsein einnehmen, kann man daraus ersehen, dass 1947 etwa 2000 Trauergäste dem Rennpferd Man o'War in Lexington bei seiner Beisetzung die letzte Ehre gaben. Einem anderen berühmten Galopper, Seabiscuit, setzte man sowohl ein literarisches wie filmisches Denkmal. Der Hintergrund offizieller Homepages wird oftmals von Pferdemotiven beherrscht.
Die Industrie produziert Automobilteile, chemische Produkte, Elektroartikel, Maschinen, hinzu kommt der Kohlebergbau.

### Kentucky-Whiskey

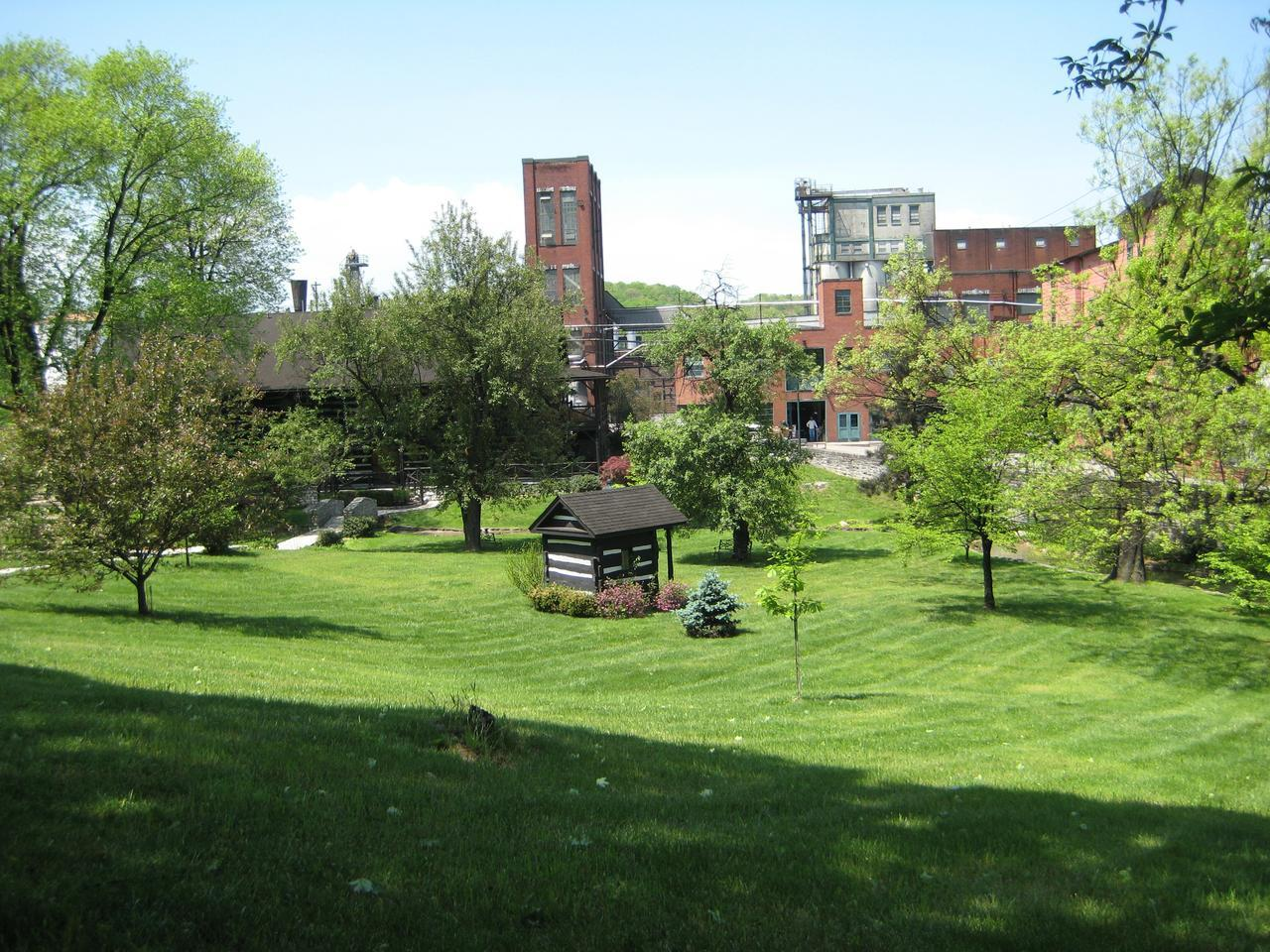
Buffalo Trace Destillery, Frankfort, Kentucky

Als das neben den Pferden wohl bekannteste Produkt gilt der hier gebrannte Whiskey. 90 Prozent des in der Welt konsumierten Bourbon Whiskeys stammt aus diesem Staat. Das Verfahren des „Toastens“, bei dem die Innenseiten der Hickoryfässer rund 45 Sekunden einer offenen Flamme ausgesetzt werden, entzieht dem Holz Zucker, der nun in der Kohleschicht enthalten ist. Dadurch erhält der Whiskey sein Aroma und die charakteristische Farbgebung.
1872 entstand die Forman-Brown-Corporation, als ein gewisser Mr. Brown in Louisville eine Brennerei gründete. Zwei Jahre später stieß sein Kompagnon Forman hinzu. Im Laufe der Jahre vergrößerte sich das Unternehmen stetig, um sich während der Prohibitionszeit als einer der wenigen lizenzierten Produzenten von medizinischem Alkohol zu halten. Darüber hinaus musste die Firma auf die Herstellung von „fachfremden“ Produkten wie z. B. Schießpulver zurückgreifen. Der Erwerb der „Early Times“-Brennerei 1935 und des bekannten Labels Jack Daniel’s und die Erweiterung der Produktpalette in den 1970er Jahren mit dem Erwerb der Marken Canadian Mist und Southern Comfort sicherten ihm eine marktbeherrschende Stellung. Woodford Reserve ist Brown-Formans „Super-Premium“ Bourbon und wird in Woodford County hergestellt.
Andere bedeutende Kentucky-Whiskey-Produzenten sind Wild Turkey, Maker’s Mark, Jim Beam, Four Roses, Buffalo Trace und Heaven Hill.

### Alkoholverkaufsgesetze
Auch wenn der meiste Bourbon Whiskey in Kentucky produziert wird, ist der Kauf alkoholischer Produkte in 61 von 120 Countys des Staates verboten. In manchen Gemeinden darf Alkohol innerhalb der Stadtgrenzen veräußert werden – nicht aber im Zuständigkeitsbereich des jeweiligen Countys. Im Widerspruch dazu erlauben andere Kommunen den Erwerb von Spirituosen im County, nicht aber innerhalb der Stadtgrenzen. In zwölf Countys ist hingegen lediglich die Menge des Ausschanks bzw. Verkaufs beschränkt, acht Verwaltungsbezirke erlauben einen liberalisierten Gebrauch auf Golfplätzen, und sechs Countys nehmen Wein von der Regelung aus.

### Automobilindustrie und -zulieferer
In Bowling Green wird in einem Werk des GM-Konzerns von ca. 900 Arbeitern hauptsächlich das Modell Chevrolet Corvette gebaut.
Am 4. August 2004 bekräftigte der deutsche Reifenproduzent Continental, dass er durch Umstrukturierungsmaßnahmen trotz der günstigen Prognosen die Reifenfertigung im Werk Mayfield zum Jahresende für unbestimmte Zeit einzustellen gedachte. Im November 2004 ließ die Firma verlauten, dass sie ihre führende Marktposition in den USA bei elektronischen Stabilitätskontrollsystemen (ESP) weiter ausbauen konnte. Die großen Herstellerfirmen aus Detroit kündigten an, fast alle neuen Modelle mit dieser Sicherheitsausrüstung auszustatten.
Die Dr. Schneider Unternehmensgruppe, ein Automobilzulieferer aus dem oberfränkischen Kronach, betreibt seit 2014 in Russell Springs eine Fabrik zur Fertigung von Automobilteilen.

### Sonstige Unternehmen
Das erste Kentucky-Fried-Chicken-Restaurant wurde 1930 von Harland D. Sanders in einer Tankstelle in Corbin gegründet. Heute gibt es über 12.300 Fastfood-Restaurants dieser Franchise-Systemgastronomie in über 80 Ländern weltweit, der Firmensitz ist in Louisville.
Am 1. Oktober 2015 waren in Kentucky noch 9.356 Menschen im Steinkohlebergbau beschäftigt. Vier Jahre zuvor waren es noch mehr als doppelt so viele. Hauptgründe für diesen Rückgang waren billiges Gas, erschöpfte Kohlefelder im Osten von Kentucky und Förderkosten, die nicht mit dem Weltmarkt konkurrieren konnten.

### Verkehr

#### Öffentliche Verkehrsmittel
Der öffentliche Verkehr ist in Kentucky wenig entwickelt. Auf dem Gebiet des Staates halten die Amtrak-Fernzüge City of New Orleans in Fulton im äußersten Südwesten Kentuckys und Cardinal in Maysville, South Shore und Ashland jeweils unmittelbar an der Grenze zu Ohio. Ansonsten wird auf dem Schienennetz des Staates kein Personenverkehr betrieben. Am 18. Dezember 1999, 20 Jahre nach Einstellung des letzten Personenzugs, gab es einen Versuch, mit dem Kentucky Cardinal von Louisville nach Chicago den Schienenpersonenverkehr neu zu beleben. Am 6. Juli 2003 wurde der Versuch beendet.

#### Straßenverkehr
Die zulässige Höchstgeschwindigkeit auf mehrspurigen Interstate Highways außerhalb der Stadtgrenzen beträgt 65 Meilen in der Stunde (= 105 km/h). In einigen ländlichen Regionen wurde 2007 die zulässige Höchstgeschwindigkeit auf 70 Meilen in der Stunde erhöht. Auf den sonstigen Fern- und Landstraßen insbesondere der Naturschutzparks („Parkways“, ) gilt in der Regel eine Geschwindigkeitsbeschränkung auf 55 Meilen, also 88 Kilometer in der Stunde.
Innerhalb der Städte gilt Tempo 25 oder 35 (40 oder 56 km/h). In Kentucky existiert wie auch in anderen Bundesstaaten eine Ausnahmeregelung, die das Rechts- und sogar in einigen Ausnahmefällen das Linksabbiegen bei roten Ampeln erlaubt. Nur wo das Verkehrsschild „No Turn on Red“ zu sehen ist, muss man in jedem Fall an einer Abzweigung bei Rot halten.

#### Luftverkehr
Wer in diesem Staat mit dem Flugzeug reisen möchte, wählt meist das Drehkreuz im nahen Illinois, den Chicago O’Hare International Airport. Der nächste Flughafen, der direkt von Deutschland aus zu erreichen ist, ist der Flughafen Cincinnati-Northern Kentucky International, der in Covington liegt (deshalb auch das IATA-Kürzel „CVG“). Cincinnati befindet sich allerdings nördlich des Flusses in Ohio.

### Sport
Neben den Pferdesportarten, für die Kentucky eines der Zentren der Vereinigten Staaten darstellt und 2010 auch Austragungsort der Weltreiterspiele war, stehen hier die traditionellen Mannschaftsballsportarten im Vordergrund: American Football, Baseball und Basketball. Das einzige Team des Staates in einem professionellen Spitzensport ist Racing Louisville FC, das 2021 in der National Women’s Soccer League spielte.
Wie in vielen anderen Bundesstaaten, die über kein professionelles Major-League-Sportteam verfügen, nehmen die jeweiligen Sportteams der Colleges eine sehr wichtige Rolle ein, die diejenige der zweitklassigen Minor League deutlich übertrifft.

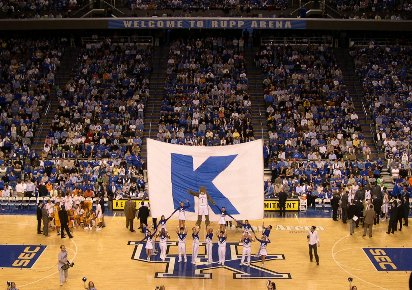
Pyramide der Cheerleader der Kentucky Wildcats in der Rupp Arena

Dies trifft besonders für die drei Division I Football Bowl Subdivision (FBS) Programme, inklusive der Kentucky Wildcats (University of Kentucky), der Western Kentucky University Hilltoppers und der Louisville Cardinals (University of Louisville) zu. Die Wildcats, Hilltoppers und Cardinals gehören zu den ältesten Basketball-Teams in den Vereinigten Staaten, so gehen schließlich allein neun Meisterschaften und 22 Einzüge in die Runde der besten vier Mannschaften auf das Konto dieser Mannschaften. Die Kentucky Wildcats nehmen in den Statistiken der USA die Spitzenposition ein und werden lediglich von der UCLA in der Anzahl der NCAA Championships übertroffen.
Kentucky verfügt über einige Minor League Teams wie z. B. im Baseball die Lexington Legends (Class A/South Atlantic League) und die Louisville Bats (Class AAA). Darüber beheimatet der Staat Florence Freedom aus der Frontier League und verschiedene Teams in der Mid Continental Football League.

## Staatssymbole

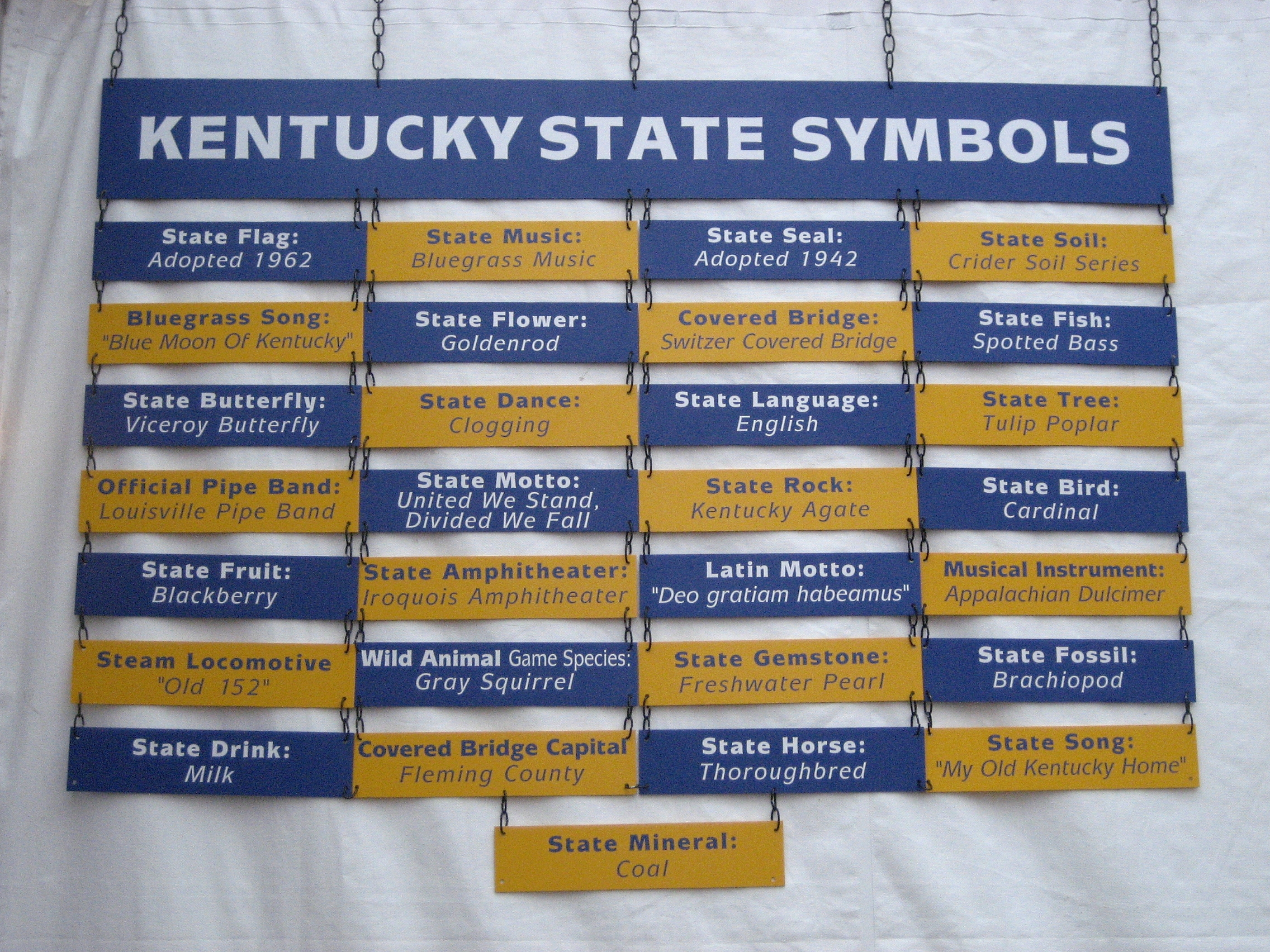
Kentucky State Symbols

- Hymne: My Old Kentucky Home von Stephen Collins Foster, 1853
- Staatsbaum: Tulpenbaum (Magnolie)
- Staatsblume: Goldrute
- Staatsedelstein: Süßwasserperlen
- Staatsfisch: Kentucky Barsch
- Staatsfossil: Brachiopode
- Staatsmotto: „United We Stand, Divided We Fall“
- Staatspferd: Vollblut
- Staatsschmetterling: Viceroy Butterfly
- Staatsvogel: Roter Kardinal
- Staatswildtier: Grauhörnchen

### Monographien zur Geschichte

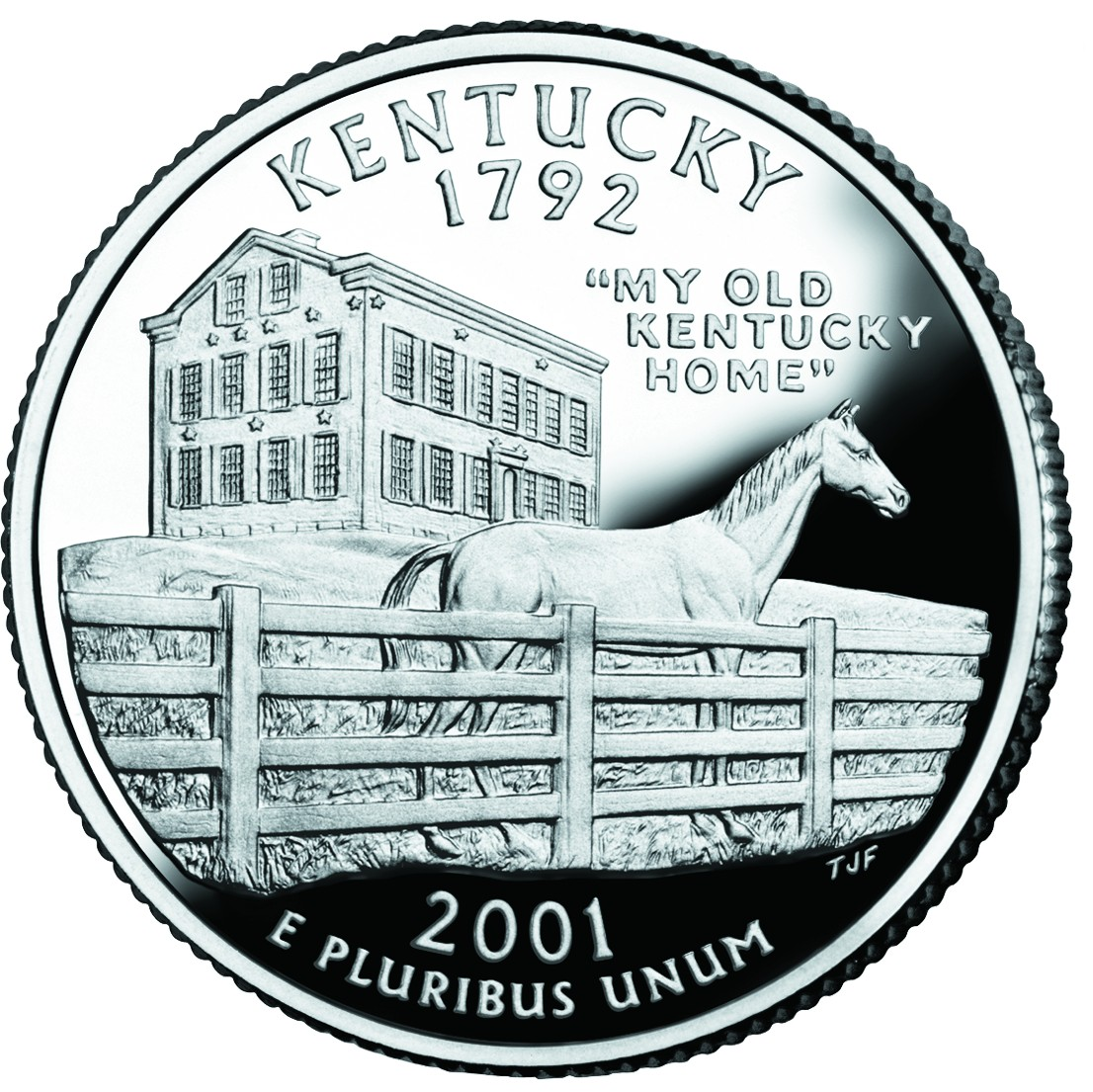
Kentucky Quarter, rv.

- R. Barry Lewis (Hrsg.): Kentucky Archaeology, University Press of Kentucky, 1996, 2015.
- Thomas D. Clark: A History of Kentucky. Prentice-Hall, New York 1937; Neuausgabe: J. Stuart Foundation, Lexington 1992, ISBN 0-945084-30-7.
- J. Goldstein: Kentucky Government and Politics. College Town Press, Louisville 1984, ISBN 0-89917-421-3.
- Lowell H. Harrison, James C. Klotter: A New History of Kentucky. University Press of Kentucky, Lexington 1997, ISBN 0-8131-2008-X.
- Lowell H. Harrison: The Antislavery Movement in Kentucky. University Press of Kentucky, Lexington 1978, ISBN 0-8131-0243-X.
- Larry Gara: The Liberty Line: The Legend of the Underground Railroad. University of Kentucky Press, Lexington 1961, 1996, ISBN 0-8131-0864-0.

### Darstellungen
- Nartha Ellen Zenfell: USA. Der Alte Süden. Virginia, Kentucky, Tennessee, North und South Carolina. APA Publications, München 1995, ISBN 3-8268-1474-6.